# Saint-Ségal
Saint-Ségal [sɛ̃segal] (en breton : Sant-Segal) est une commune du département du Finistère, dans la région Bretagne, en France.

## Géographie
Saint-Ségal est une commune du Parc naturel régional d'Armorique.
| Pont-de-Buis-lès-Quimerch |             | Lopérec |
| Dinéault                  | Saint-Ségal | Pleyben |
| Port-Launay               | Châteaulin  |         |

### Description

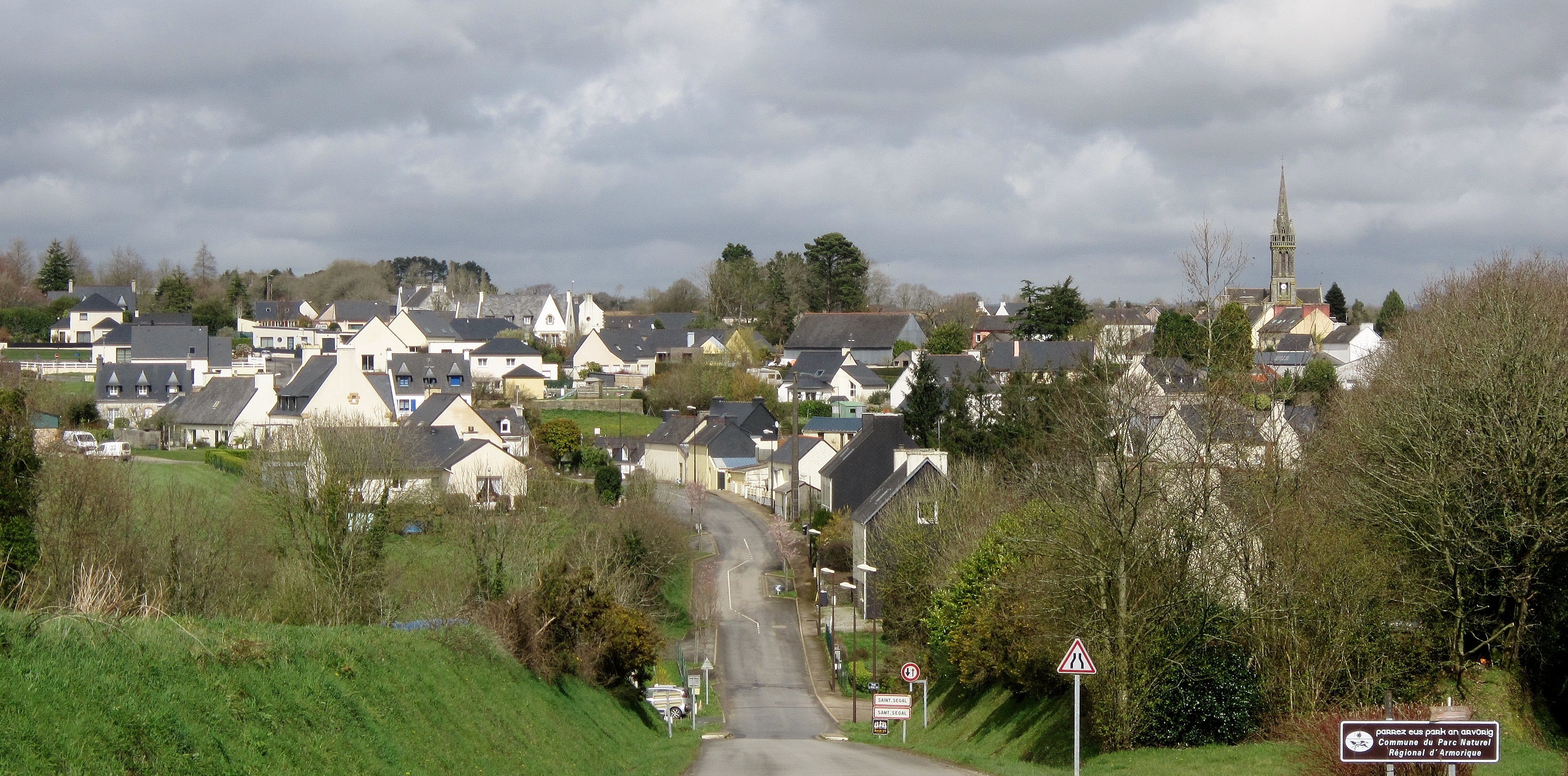
Le bourg de Saint-Ségal : vue panoramique d'ensemble depuis le sud-ouest.

Saint-Ségal se trouve au nord de Châteaulin, son finage est en partie à l'intérieur d'une rive convexe de la rive droite de l'Aulne maritime (un estuaire soumis à l'influence des marées), mais les parties centrale et nord-est de son territoire, au relief accidenté, forment des collines dont l'altitude va jusqu'à 121 mètres en plusieurs endroits. Le bourg, à l'écart de l'estuaire de l'Aulne, en situation relativement centrale au sein de son finage, est vers 110 mètres d'altitude.
En dépit de son voisinage avec l'Aulne maritime, situé au débouché du canal de Nantes à Brest, Saint-Ségal est une commune traditionnellement exclusivement rurale, la rive marécageuse de l'Aulne n'ayant permis aucun aménagement portuaire (par le passé, avant 1840, le port de Port-Launay faisait toutefois partie de Saint-Ségal) et est restée inhabitée. On distingue traditionnellement deux terroirs : au sud-ouest, le "Goulid", autrefois couvert par la mer, correspondant au lit majeur de l'Aulne, aux sols fertiles, propices à l'agriculture et à l'élevage ; au nord-est le "Gorred", le plateau et les collines, zone plus élevée et moins riche.
La fabrication du charbon de bois dans les bois de Kerbriant (à l'extrême nord-est de la commune, rive gauche de la Douffine) a occupé les siècles passés de nombreux ouvriers charbonniers.
Le paysage rural traditionnel est celui du bocage avec un habitat dispersé en écarts formés de hameaux et fermes isolées. Le bourg a connu depuis les années 1970 une urbanisation modérée, notamment le long de la route menant à Pont-de-Buis tout proche, mais l'ensemble de la commune a conservé ses caractéristiques rurales, évitant le mitage et la rurbanisation.
| - Carte topographique de la commune de Saint-Ségal. |

### Géologie
Des calcaires fossilifères datant du Viséen supérieur affleurent au Poull Du (ils ont été exploités en carrière, notamment pour la production de chaux, deux fours ovoïdes sont construits en 1911 produisant de 10 à 15 tonnes de chaux par jour ; ils ferment en 1933) ; ils sont intercalés dans les schistes de Châteaulin.

### Transports
Un ancien passage empierré permettant de traverser l'Aulne maritime au lieu-dit "Meilh dour" ("Moulin à eau"), reliant Dinéault à Saint-Ségal et permettant notamment de se rendre au pardon de Saint-Sébastien (en Saint-Ségal) le 24 juillet, est visible lors des grandes marées basses. Le passage n'était pas sans risques ; un naufrage, provoqué peut-être par un mascaret, coûta la vie à 11 personnes en 1757.
L'Aulne maritime, au débouché ouest du Canal de Nantes à Brest, a longtemps permis l'accès à la Rade de Brest ; mais Saint-Ségal ne dispose plus de port depuis que Port-Launay est devenu une commune indépendante en 1840 ; de toute manière tout trafic commercial a désormais disparu sur l'Aulne. Mais l'activité fluviale et portuaire de Port-Launay a entraîné la construction d'un chemin de halage (désormais sentier piétonnier) sur la rive droite de l'Aulne au début du XIXe siècle sur lequel circulaient de nombreux attelages qui tiraient les bateaux venant de Brest ; les attelages étaient fournis par les fermes voisines, notamment celle de Traon Izella.
Le bourg de Saint-Ségal est à l'écart des grands axes de circulation. L'ancienne route nationale 170 (désormais D 770) traverse le centre-ouest du territoire communal, de même que la voie express route nationale 165 désormais (de Nantes à Brest via Quimper et Châteaulin), la commune étant desservie par l'échangeur de Ti Raden.
De l'ancienne voie ferrée du Réseau breton, il subsiste le lieu-dit "La Gare de Saint-Ségal" à la limite est du territoire communal.

### Hydrographie
Pour un article plus général, voir Réseau hydrographique du Finistère.
La commune est située dans le bassin Loire-Bretagne. Elle est drainée par l'Aulne, le canal de Nantes à Brest, la Douffine et divers autres petits cours d'eau,. Le territoire communal est limité au sud et à l'ouest par l'Aulne maritime ;  au sud-est un petit affluent de rive droite de ce fleuve côtier sépare la commune de Port-Launay ; au nord la Douffine (elle aussi affluent de l'Aulne maritime), en amont de Pont-de-Buis, sépare la commune de Lopérec et à l'est un affluent de la Douffine marque la limite avec Pleyben. Ces cours d'eau échancrent assez profondément le plateau et contribuent à donner à Saint-Ségal un relief vallonné.

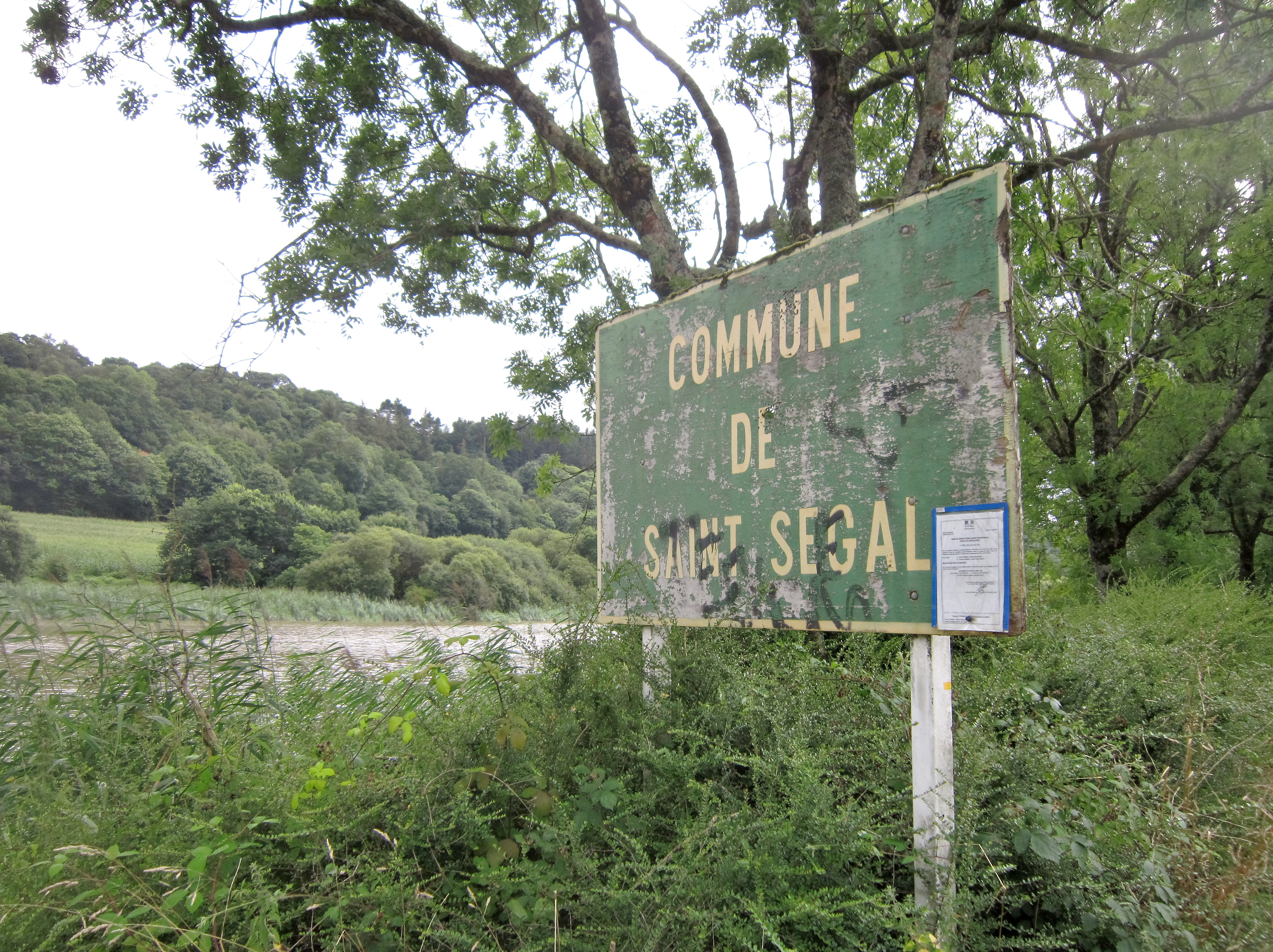
L'Aulne maritime (rive droite) à son entrée sur le territoire de la commune de Saint-Ségal.
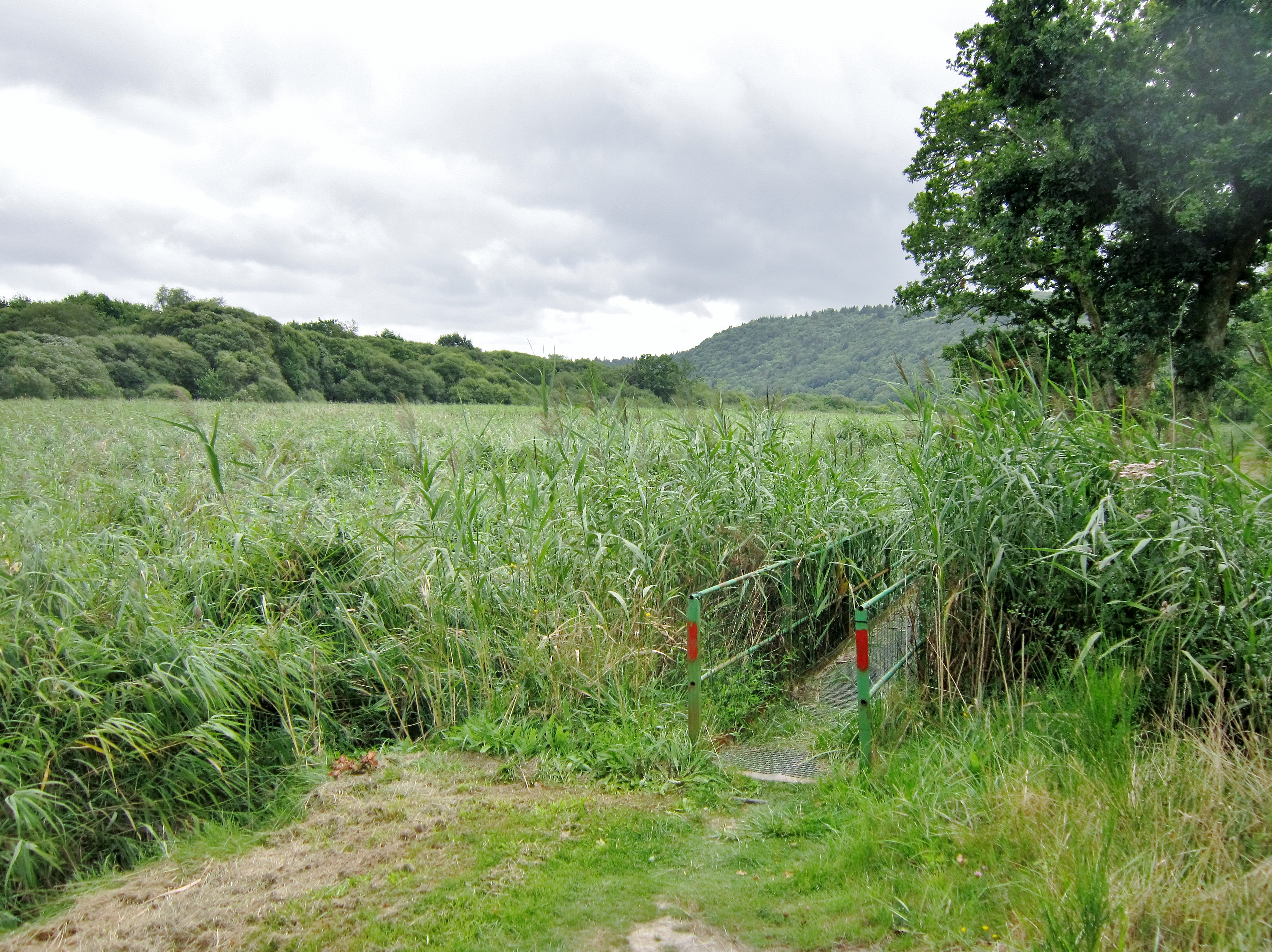
Sentier littoral longeant la rive droite de l'Aulne maritime en Saint-Ségal : roselières dans le lit majeur.
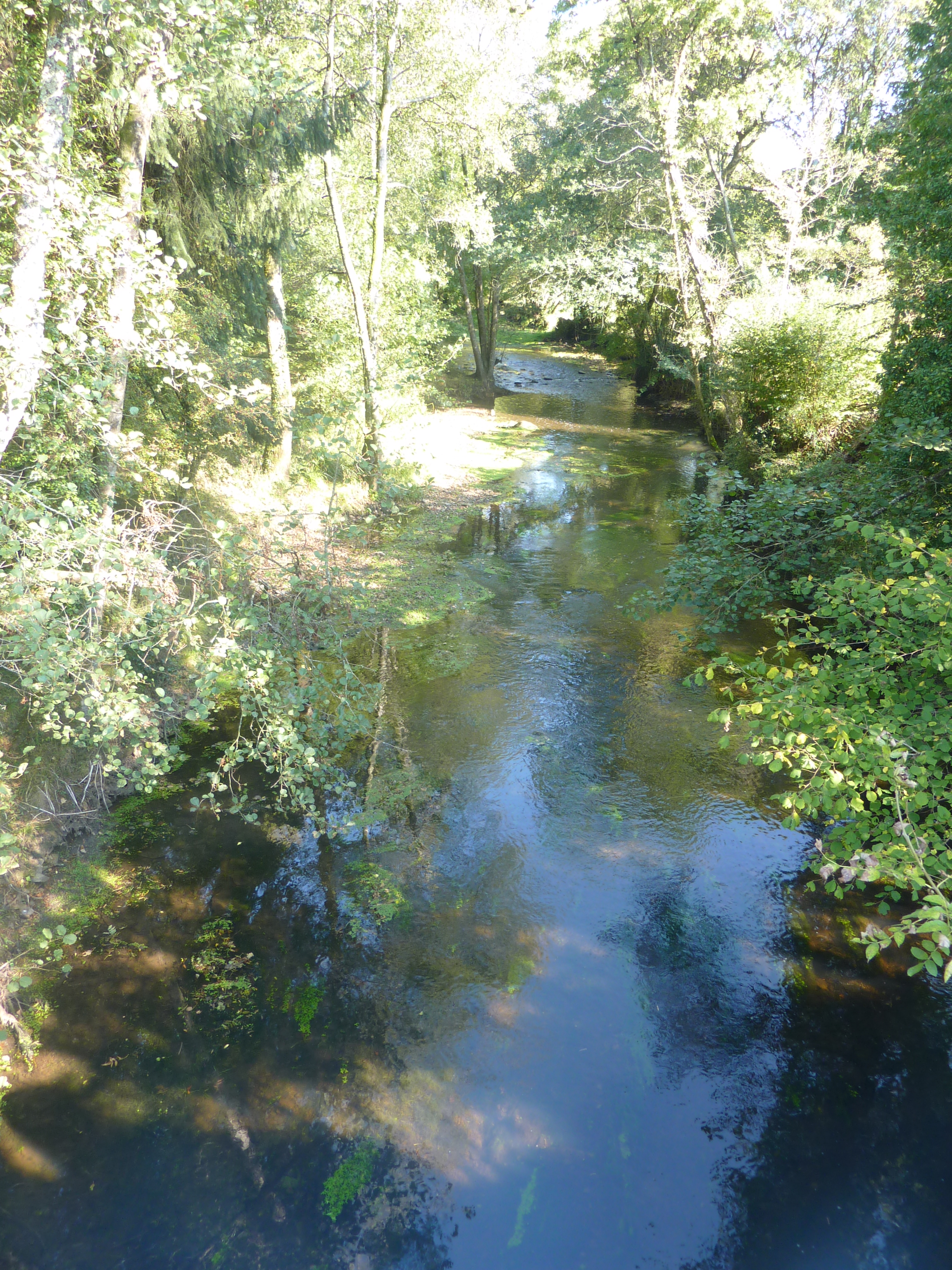
La Douffine à Pont-Réal (limite entre Lopérec et Saint-Ségal).

L'Aulne, d'une longueur de 144 km, prend sa source dans la commune de Lohuec et se jette  dans la rade de Brest en limite de Landévennec et de Rosnoen, après avoir traversé 27 communes.  Les caractéristiques hydrologiques de l'Aulne sont données par la station hydrologique située sur la commune de Châteaulin. Le débit moyen mensuel est de 30,7 m3/s. Le débit moyen journalier maximum est de 419 m3/s, atteint lors de la crue du 25 décembre 2013. Le débit instantané maximal est quant à lui de 604 m3/s, atteint le même jour.

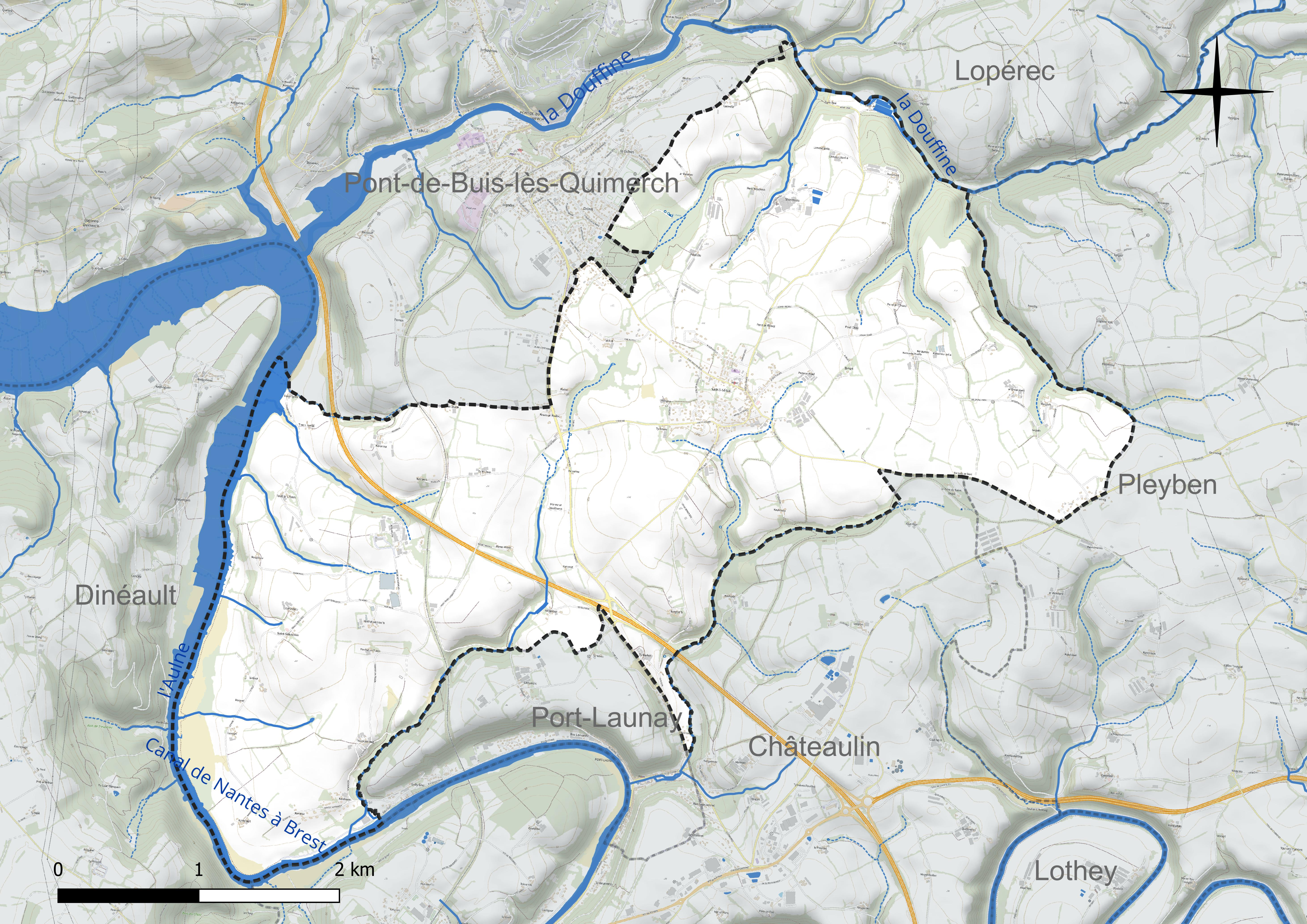
Réseau hydrographique de Saint-Ségal.

Le canal de Nantes à Brest est un canal, chenal et un estuaire et un cours d'eau naturel navigable sur une grande partie de son cours, d'une longueur de 364 km. Il prend sa source dans la commune de Nort-sur-Erdre et se jette  dans la Loire à Nantes. 
La Douffine, d'une longueur de 25 km, prend sa source dans la commune de Brasparts et se jette  dans le canal de Nantes à Brest à Dinéault, après avoir traversé six communes.  Les caractéristiques hydrologiques de la Douffine sont données par la station hydrologique située sur la commune de Lopérec. Le débit moyen mensuel est de 3,4 m3/s. Le débit moyen journalier maximum est de 83 m3/s, atteint lors de la crue du 26 décembre 1999. Le débit instantané maximal est quant à lui de 108 m3/s, atteint le 12 décembre 2000.

### Climat
Le climat qui caractérise la commune est qualifié, en 2010, de « climat océanique franc », selon la typologie des climats de la France qui compte alors huit grands types de climats en métropole. En 2020, la commune ressort du type « climat océanique » dans la classification établie par Météo-France, qui ne compte désormais, en première approche, que cinq grands types de climats en métropole. Ce type de climat se traduit par des températures douces et une pluviométrie relativement abondante (en liaison avec les perturbations venant de l'Atlantique), répartie tout au long de l'année avec un léger maximum d'octobre à février.
Les paramètres climatiques qui ont permis d'établir la typologie de 2010 comportent six variables pour les températures et huit pour les précipitations, dont les valeurs correspondent à la normale 1971-2000. Les sept principales variables caractérisant la commune sont présentées dans l'encadré ci-après.
| Paramètres climatiques communaux sur la période 1971-2000 - Moyenne annuelle de température : 11,2 °C - Nombre de jours avec une température inférieure à −5 °C : 0,9 j - Nombre de jours avec une température supérieure à 30 °C : 1,3 j - Amplitude thermique annuelle : 10,9 °C - Cumuls annuels de précipitation : 1 193 mm - Nombre de jours de précipitation en janvier : 16 j - Nombre de jours de précipitation en juillet : 8,7 j |

Avec le changement climatique, ces variables ont évolué. Une étude réalisée en 2014 par la Direction générale de l'Énergie et du Climat complétée par des études régionales prévoit en effet que la  température moyenne devrait croître et la pluviométrie moyenne baisser, avec toutefois de fortes variations régionales. La station météorologique de Météo-France installée sur la commune et mise en service en 1985 permet de connaître l'évolution des indicateurs météorologiques. Le tableau détaillé pour la période 1981-2010 est présenté ci-après.
| Mois                                  | jan.             | fév.             | mars          | avril         | mai             | juin           | jui.            | août            | sep.          | oct.            | nov.          | déc.          | année      |
| ------------------------------------- | ---------------- | ---------------- | ------------- | ------------- | --------------- | -------------- | --------------- | --------------- | ------------- | --------------- | ------------- | ------------- | ---------- |
| Température minimale moyenne (°C)     | 3,7              | 3,4              | 4,5           | 5,2           | 8,2             | 10,4           | 12,4            | 12,3            | 10,2          | 8,7             | 5,5           | 3,9           | 7,4        |
| Température moyenne (°C)              | 6,6              | 6,8              | 8,5           | 9,8           | 13,2            | 15,6           | 17,4            | 17,5            | 15,3          | 12,7            | 9             | 6,9           | 11,6       |
| Température maximale moyenne (°C)     | 9,6              | 10,2             | 12,4          | 14,4          | 18,2            | 20,8           | 22,5            | 22,8            | 20,5          | 16,7            | 12,5          | 10            | 15,9       |
| Record de froid (°C) date du record   | −10,4 02.01.1997 | −12,4 09.02.1991 | −6,6 02.03.04 | −3,6 10.04.08 | −2,1 07.05.1997 | 0,9 04.06.1991 | 4,5 07.07.1996  | 2,8 31.08.1986  | −0,4 30.09.10 | −4,5 29.10.1997 | −6,1 29.11.10 | −7,3 26.12.10 | −12,4 1991 |
| Record de chaleur (°C) date du record | 16,3 24.01.16    | 20,5 27.02.19    | 23,6 19.03.05 | 27,9 15.04.15 | 30,6 25.05.1989 | 33,8 27.06.19  | 35,6 21.07.1990 | 37,7 03.08.1990 | 31,1 06.09.21 | 28,6 02.10.11   | 20,2 01.11.15 | 18 19.12.15   | 37,7 1990  |
| Précipitations (mm)                   | 132,6            | 105,9            | 84,6          | 86,3          | 71,8            | 59             | 63,7            | 63              | 79,9          | 122,6           | 128,1         | 125,4         | 1 122,9    |

## Urbanisme

### Typologie
Au 1er janvier 2024, Saint-Ségal est catégorisée bourg rural, selon la nouvelle grille communale de densité à 7 niveaux définie par l'Insee en 2022.
Elle est située hors unité urbaine. Par ailleurs la commune fait partie de l'aire d'attraction de Pleyben - Châteaulin, dont elle est une commune du pôle principal,. Cette aire, qui regroupe 18 communes, est catégorisée dans les aires de moins de 50 000 habitants,.

### Occupation des sols
L'occupation des sols de la commune, telle qu'elle ressort de la base de données européenne d'occupation biophysique des sols Corine Land Cover (CLC), est marquée par l'importance des territoires agricoles (85 % en 2018), en diminution par rapport à 1990 (86,1 %). La répartition détaillée en 2018 est la suivante : 
terres arables (63,9 %), zones agricoles hétérogènes (18,5 %), forêts (9 %), zones urbanisées (4,3 %), prairies (2,7 %), milieux à végétation arbustive et/ou herbacée (1,4 %), zones humides intérieures (0,3 %). L'évolution de l'occupation des sols de la commune et de ses infrastructures peut être observée sur les différentes représentations cartographiques du territoire : la carte de Cassini (XVIIIe siècle), la carte d'état-major (1820-1866) et les cartes ou photos aériennes de l'IGN pour la période actuelle (1950 à aujourd'hui).

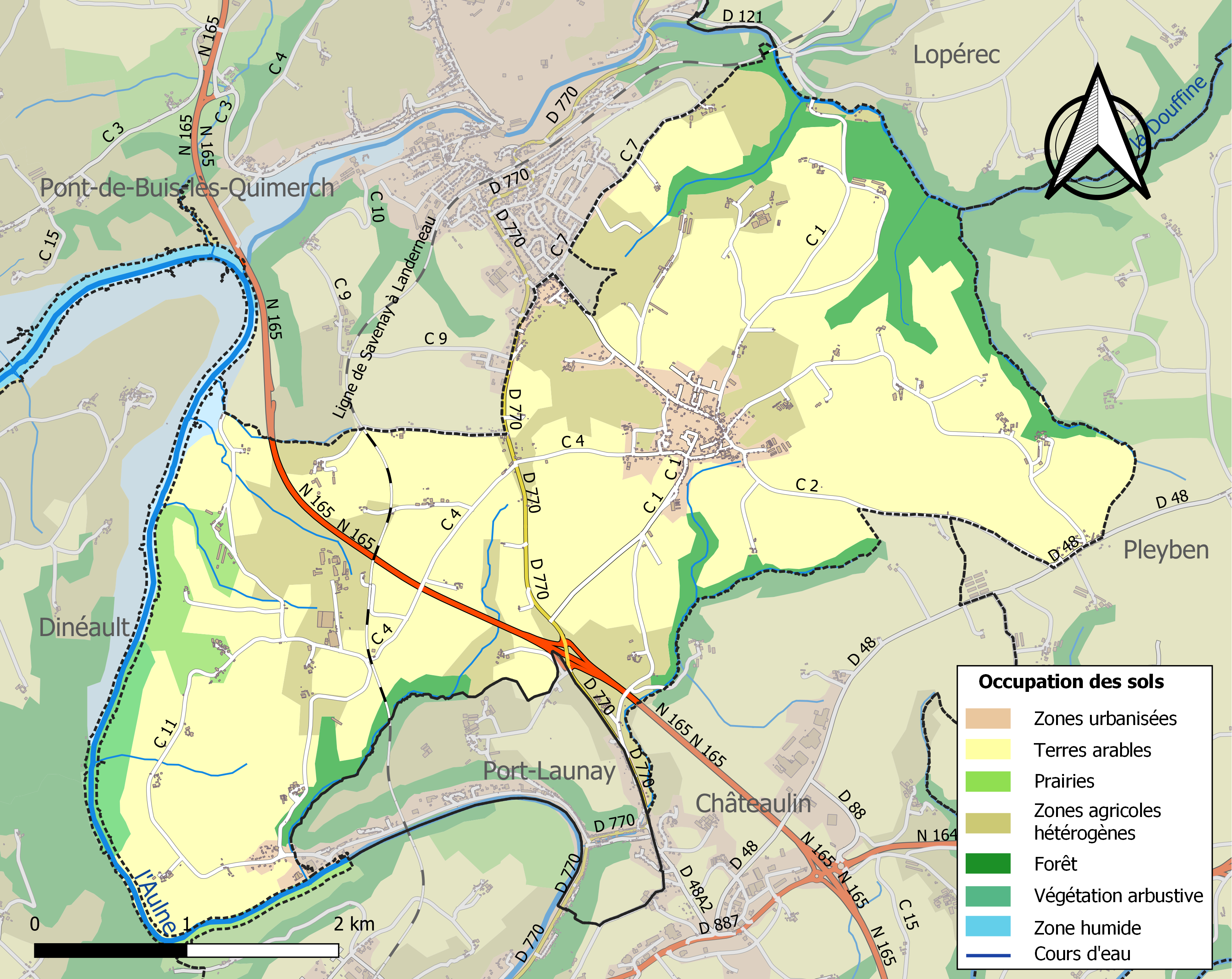
Carte des infrastructures et de l'occupation des sols de la commune en 2018 (CLC).

## Histoire

### Toponymie
Saint-Ségal était dénommé Sanctus Severinus ou Seint Sengar (vers 1330), Seint Sengar (en 1368), Sainct Segal (en 1535). Le nom proviendrait de saint Sengar, un saint irlandais peu connu, (peut-être saint Senan ?).

### Antiquité

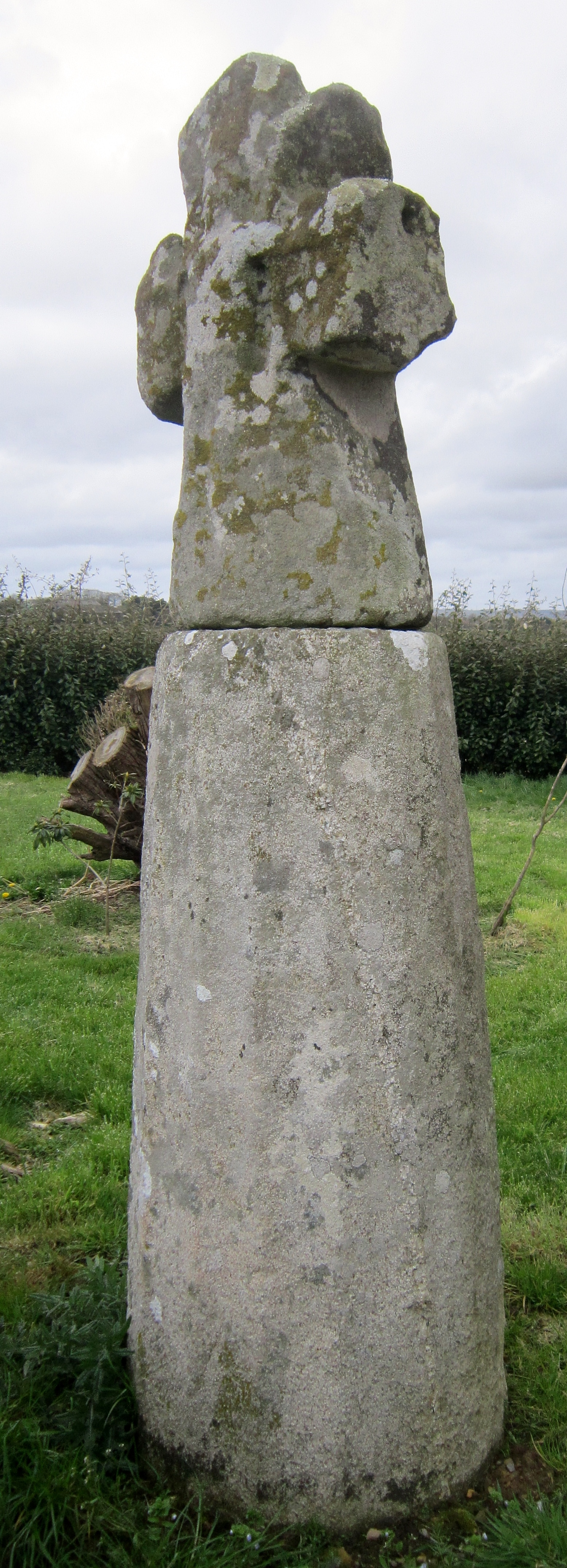
La stèle christianisée (au Moyen Âge) d'Ar-Groas-Ven ; ancienne borne milliaire romaine.

Saint-Ségal a été un carrefour de voies romaines (notamment celle venant de Vorgium et se rendant vers la presqu'île de Crozon). La borne milliaire d'Ar-Groas-Ven en est le témoin ; des traces d'un camp romain (un oppidum) ont été identifiées au nord du bourg sur le plateau du Drénit.

### Moyen Âge
Saint-Ségal est une paroisse issue du démembrement de la paroisse de l'Armorique primitive de Pleyben dont elle a fait partie jusqu'au XVIe siècle.
La christianisation de la borne milliaire romaine est probablement liée au passage par Saint-Ségal de pèlerins se rendant à Saint-Jacques-de-Compostelle
L'enceinte médiévale sub-circulaire de Kerascoët remonterait au XIe siècle. Le "Goulid" aurait été au départ mis en valeur par les moines de l'abbaye de Landévennec (les fermes de Kozkammeg, Kerdraon, Kerveur, etc. sont restées propriété de l'abbaye jusqu'au XVIIIe siècle).

### Époque moderne
La famille de Kerver, seigneur de Kerbriant en Saint-Ségal, était représentée aux réformations et montres de l'évêché de Cornouaille entre 1536 et 1562 (cette même seigneurie était possédée par François de Carné, baron de Kerliver Kerverziou, vers 1680). La famille de Kergadalan, seigneur du dit lieu en Saint-Ségal et aussi du Drévers en Pleyben, était représentée aux mêmes réformations et montres entre 1481 et 1562 et la famille de Trégoazec, seigneur du dit lieu en Dinéault, mais aussi de Garlan en Saint-Ségal aux mêmes réformations et montres entre 1448 et 1562. Les manoirs de Lezaon, des Salles (lequel appartenait à la famille de Tréziguidy) et de Kergadalen ont disparu.
Détachée de la paroisse de Pleyben au XVIe siècle, cette commune est connue pour des faits liés à la révolte des Bonnets rouges en 1675.
Le vicaire perpétuel de Pleyben, Yves Coquet, qui fit construire l'autel du Rosaire à l'Église Saint-Germain de Pleyben en 1698, employa à la chapelle Saint-Sébastien, de 1698 à 1710, les mêmes ouvriers, Jean Cevaër et Jean Le Séven ; ceux-ci auraient ensuite construit les retables de la chapelle Sainte-Marie-du-Ménez-Hom.
Une ordonnance royale datée du 30 juillet 1734 cite « St-Segal et sa trève nommée Port-Launay ».
En 1759, une ordonnance de Louis XV ordonne à la paroisse de Saint-Ségal de fournir 21 hommes et de payer 137 livres pour « la dépense annuelle de la garde-côte de Bretagne ».

### La Révolution française
Par la loi du 18 juillet 1792, la paroisse de Saint-Ségal perd des hameaux annexés par la paroisse de Châteaulin (« le Port Launay et dépendances, les villages de Lauvaidic, Tyraden, Tynévez, Coscannec, Krendraon et K[e]rpleiben »).
Le 16 juin 1795, durant la Révolution française, des chouans dirigés par Georges Cadoudal et venus de Locoal-Mendon dans le Morbihan pillent de la poudrerie de Pont-de-Buis et sur le chemin de retour assassinent le recteur constitutionnel de Saint-Ségal ainsi que celui de Briec.
L'ancienne chapelle de Saint-They fut détruite à la suite de la Révolution française.

### LeXIXesiècle

#### Saint-Ségal décrit vers le milieu duXIXesiècle
En vertu de l'ordonnance royale du 15 juillet 1840 Saint-Ségal a perdu une partie de son territoire au profit de la commune de Port-Launay, alors créée.
A. Marteville et P. Varin, continuateurs d'Ogée, décrivent ainsi Saint-Ségal en 1845 :

« Saint-Ségal : commune formée d'une ancienne annexe de Pleyben, aujourd'hui succursale. (...) Principaux villages : Lanvélé, Lanmeur, Penarmenez, Kersulou, Kerascoët, Guérigon, Perros, Kergudalen, Penfrat, Lanvaidic. Superficie totale 2 254 hectares dont (...) terres labourables 1 011 ha, prés et pâturages 148 ha, bois 96 ha, vergers et jardins 24 ha, landes et incultes 818 ha (...). Moulins : 4 (de Kerbriant, de Coscamec, à eau). Deux fours à chaux. Jadis Saint-Ségal contenait l'important village de Port-Launay. Une loi de 1840 a érigé cette section en commune. Ses contenances sont encore comprises ci-dessus dans celles de Saint-Ségal. Cette commune renferme les manoirs Neuf, du Drénit et de Kerbriant ; les chapelles Saint-Aubin, Saint-Tey, Saint-Nicoles et Saint-Sébastien. Il y a dans le mois de juillet, à cette dernière, un pardon fameux dans le pays et dit « le pardon des Guignes ». La cerise est très cultivée dans toute cette partie du Finistère, et l'on conçoit que la population ait rattaché la récolte de ce fruit à une assemblée fréquentée. Il y a trois autres pardons, qui sont moins fréquentés, bien qu'importants eux aussi. Cette commune cultive abondamment le trèfle, le panais et la pomme de terre ; et l"agriculture emploie beaucoup de « marles » [?], tant ceux qu'on enlève spécialement que ceux qui sont apportés comme lest par les navires de cabotage, qui les déchargent à Port-Launay. La route de Quimper à Brest  traverse cette commune du sud au nord. Géologie : au sud, terrain tertiaire moyen ; au nord grauwacke. On parle le breton »

La construction du Canal de Nantes à Brest, grâce au port de Port-Launay, permet le développement d'une agriculture exportatrice, via la Rade de Brest, notamment de plants de pommes de terre, dès le XIXe siècle.
René-Jean Le Stum, soldat au 91e de ligne, fut blessé le 18 juin 1855 lors de la Bataille de Malakoff (pendant la Guerre de Crimée) et dut être amputé d'une jambe.

#### Les carrières d'ardoise
En 1838, les carrières d'ardoise de Châteaulin, Saint-Coulitz, Lothey et Saint-Ségal sont si multiples qu'elles se touchent « presque l'une à l'autre », mais Camille Vallaux constate en 1905 que ces carrières sont « toutes, sans exception, abandonnées ».

#### L'uromante de Saint-Ségal
Dans les années avoisinant 1850 Louis Cloarec, surnommé "Louis-Philippe", qui avait sa maison à proximité de la chapelle Saint-Sébastien (Saint anti-pesteux), donnait des consultations à son domicile, ainsi qu'à Châteaulin. « Il a une clientèle plus belle que n'importe quel médecin ou pharmacien de l'arrondissement » témoigne le pharmacien de Châteaulin. Il donne à ses patients du « louzoù de saint Sébastien », un mélange d'absinthe et d'anis dans de l'eau, et diverses décoctions. Il se dit uromante (« jugeur d'urines », établissant parfois ses diagnostics à partir des urines des patients) et utilise pour impressionner sa clientèle divers artifices, s'affublant d'un tricorne, d'une robe noire, utilisant des livres mystérieux et des signes cabalistiques. Poursuivi pour exercice illégal de la médecine, il fut condamné en juillet 1853 par le tribunal correctionnel de Châteaulin à une peine symbolique.

#### L'école de hameau de Pont-de-Buis
Fin XIXe la construction de 67 écoles de hameaux a été autorisée dans le Finistère par deux décrets :
- Le décret du 25 octobre 1881 qui a délégué une subvention pour 18 écoles de hameaux sur l'arrondissement de Quimperlé ; toutes ont été bâties.
- Le décret du 14 mars 1882 qui a délégué une subvention pour 50 écoles de hameaux sur les quatre autres arrondissements du département (Brest, Châteaulin, Morlaix, Quimper) à choisir dans les communes « dont le territoire est le plus étendu et les ressources les plus restreintes » ; 49 ont été bâties dont 1 à Saint-Ségal (Pont-de-Buis, qui faisait alors partie de la commune de Saint-Ségal)[41].

#### Saint-Ségal décrit en 1889
Benjamin Girard décrit ainsi Saint-Ségal en 1889 :

« La commune de Saint-Ségal, située sur la rive droite de l'Aulne, en aval de Port-Launay, est traversée par la route nationale 170. Le bourg, peu important, a une population agglomérée de 129 habitants. L'église paroissiale et la chapelle saint-Sébastien, qui s'élève dans un joli paysage, sur la rive droite de l'Aulne, étaient autrefois deux trèves de Châteaulin [sic, de Pleyben]. Sur le territoire de Saint-Ségal se trouve la poudrière de Pont-de-Buis, établissement très important qui dépend du ministère de la guerre ; il occupe un nombreux personnel ouvrier et fabrique toutes les espèces de poudres. Il possède au Moulin-Blanc, près de Brest, une annexe réservée à la fabrication de coton-poudre. »

#### Une explosion à la poudrerie de Pont-de-Buis
Une explosion survenue à la poudrerie de Pont-de-Buis en août 1893 fit 5 victimes, dont trois de Saint-Ségal : Michel Nicolas, Jean Théodore et Joseph Bescond.

### LeXXesiècle

#### La Belle Époque

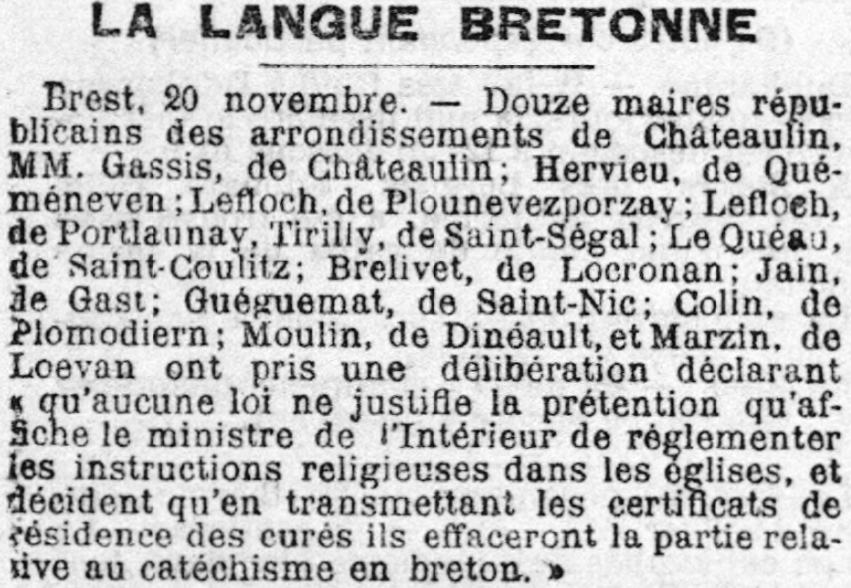
Protestation de 12 maires de l'arrondissement de Châteaulin (dont le maire de Saint-Ségal) qui déclarent refuser d'indiquer sur les certificats de résidence des curés s'ils utilisent la langue bretonne lors de l'instruction religieuse (catéchisme, sermons).

En réponse à une enquête épiscopale organisée en 1902 par François-Virgile Dubillard, évêque de Quimper et de Léon en raison de la politique alors menée par le gouvernement d'Émile Combes contre l'utilisation du breton par les membres du clergé, le recteur de Saint-Ségal écrit : « Les instructions [religieuses] se font exclusivement en breton, excepté pour la mission en 1897, où l'on donnait un sermon français le soir pour essayer de faire du bien à quelques employés de la poudrerie de Pont-de-Buis qui ne sont pas du pays et ne comprennent guère la langue bretonne ».
La tradition était pour les personnes suicidées de les enterrer en creusant un trou au pied d'un arbre, de jeter le cadavre dedans, même brusquement, puis de l'arroser de chaux vive afin qu'il aille plus vite en enfer ; une exception fut faite pour le sacristain, lui aussi suicidé, car on trouva sur le cadavre un chapelet.
Le tronçon entre Pleyben et Châteaulin-Ville de la ligne de chemin de fer à voie métrique entre Carhaix et Châteaulin est mis en service le 4 août 1906 ; ce tronçon du Réseau breton, exploité par la Compagnie des Chemins de fer de l'Ouest, long de 13 259 mètres comprend les stations intermédiaires de Saint-Ségal et Port-Launay.
Un décret en date du 2 décembre 1909 attribue à la commune de Saint-Ségal, faute de bureau de bienfaisance, les biens ayant appartenu à la fabrique de l'église de Saint-Ségal qui étaient placés sous séquestre. Un bureau de bienfaisance fut créé à Saint-Ségal uniquement en 1946.

#### La Première Guerre mondiale
Le monument aux morts de Saint-Ségal porte les noms de 59 soldats et marins morts pour la France pendant la Première Guerre mondiale ; parmi eux 5 sont morts sur le front belge dont 3 dès le 22 août 1914 (Yves Riou et Jean Teurnier à Maissin et François Pouchoux à Rossignol), un dès le 1er septembre 1914 (Jean Goulard à Gilly) et le cinquième Charles Cevaër le 6 avril 1917 à Nieuport) ; un au moins (Jean Moré, disparu le 9 juin 1918 lors du naufrage du vapeur Finistère) est un marin disparu en mer ; Pierre Poulmarch est mort des suites de ses blessures alors qu'il était prisonnier de guerre en Allemagne ; la plupart des autres sont morts sur le sol français : parmi eux Jean Jacques Couchouron, soldat au 77e régiment d'infanterie, tué à l'ennemi le 7 mai 1916 à Esnes (Meuse) et Louis Ménez, maréchal des logis au 28e régiment d'artillerie de campagne, tué à l'ennemi le 21 mars 1917 à Saint-Mard (Aisne) ont été décorés de la Médaille militaire et de la Croix de guerre.
Par ailleurs Guillaume Ruppert, marsouin au 1er régiment d'infanterie coloniale du Maroc, a été tué à l'ennemi lors de la Bataille d'Elhri (Maroc) le 13 novembre 1914.

#### L'Entre-deux-guerres
Le syndicat agricole de Saint-Ségal s'occupe, à partir de 1924, de la sélection de plants de pommes de terre, notamment de la variété "Institut de Beauvais" ; ils peuvent en expédier environ 10 wagons de 10 tonnes chacun à l'époque de l'arrachage ; la Société d'Agriculture de l'Aveyron en recommande l'achat.
Yves Morvan, de Saint-Ségal, était étalonnier, c'est-à-dire qu'il disposait d'un haras privé, élevant notamment des étalons postiers bretons. Plusieurs autres agriculteurs de Saint-Ségal élevaient des chevaux de la race postière Norfolk bretonne pendant l'Entre-deux-guerres.

#### La Seconde Guerre mondiale
Le monument aux morts de Saint-Ségal porte les noms de 16 personnes mortes pour la France pendant la Seconde Guerre mondiale ; parmi elles Jean Yvenat, sergent au 58e bataillon de  mitrailleurs motorisés, a été tué à l'ennemi le 16 juin 1940 à Valette (Moselle) et décoré de la Médaille militaire et de la Croix de guerre ; Jacques Thomin, quartier-maître torpilleur, est disparu en mer lors du naufrage du sous-marin Sfax le 19 décembre 1940 ; plusieurs personnes sont des victimes civiles de la guerre tuées lors du repli des Allemands contre lesquels se battaient les résistants de la région pendant l'été 1944 (par exemple Anna Kerzulec, épouse Homo, tuée le 23 juillet 1944 par les Allemands après avoir été torturée par les Allemands pendant deux jours, ceux-ci croyant qu'elle ravitaillait les maquisards du secteur) ou victimes d'une rafle, par exemple Louis Morvan.

#### L'après Seconde Guerre mondiale
Par un décret en date du 20 août 1949 la commune de Saint-Ségal perd une partie de son territoire au profit de la commune de Pont-de-Buis, alors créée.
Une étude a décrit l'évolution de l'agriculture à Saint-Ségal entre 1950 et 1984 : en 1950 la pomme de terre de semence reste la première production, fournissant en moyenne 30 % du revenu brut d'exploitation des 151 exploitations agricoles de la commune ; l'auteur note peu de machines modernes qui, de plus, sont assez mal utilisées et les bâtiments agricoles restent traditionnels et souvent vétustes. En 1984 le nombre des exploitations agricoles n'est plus que de 64 (la surface agricole utile passant en moyenne de 15,6 ha en 1950 à 30,1 ha en 1984) ; l'élevage est devenu l'activité la plus importante (53 % du revenu brut moyen d'exploitation provient des élevages de porcs, 22 % des bovins).

### LeXXIesiècle
Le Centre de formation des pompiers du Finistère s'installe à partir de 2024 à Kergadalen dans l'ancien centre de formation de la Chambre d'agriculture de Bretagne.

## Langue bretonne
L'adhésion à la charte Ya d'ar brezhoneg a été votée par le conseil municipal le 24 octobre 2014.
Le label Ya d'ar brezhoneg de niveau 2 a été remis à la commune le 17 novembre 2014.

## Démographie
L'évolution du nombre d'habitants est connue à travers les recensements de la population effectués dans la commune depuis 1793. Pour les communes de moins de 10 000 habitants, une enquête de recensement portant sur toute la population est réalisée tous les cinq ans, les populations de référence des années intermédiaires étant quant à elles estimées par interpolation ou extrapolation. Pour la commune, le premier recensement exhaustif entrant dans le cadre du nouveau dispositif a été réalisé en 2005.
En 2022, la commune comptait 1 183 habitants, en évolution de +10,56 % par rapport à 2016 (Finistère : +2,16 %, France hors Mayotte : +2,11 %).
| 1793  | 1800 | 1806  | 1821  | 1831  | 1836  | 1841  | 1846  | 1851  |
| ----- | ---- | ----- | ----- | ----- | ----- | ----- | ----- | ----- |
| 1 340 | 889  | 1 191 | 1 383 | 1 478 | 1 669 | 1 248 | 1 285 | 1 276 |

| 1856  | 1861  | 1866  | 1872  | 1876  | 1881  | 1886  | 1891  | 1896  |
| ----- | ----- | ----- | ----- | ----- | ----- | ----- | ----- | ----- |
| 1 198 | 1 235 | 1 359 | 1 339 | 1 416 | 1 465 | 1 513 | 1 654 | 1 643 |

| 1901  | 1906  | 1911  | 1921  | 1926  | 1931  | 1936  | 1946  | 1954 |
| ----- | ----- | ----- | ----- | ----- | ----- | ----- | ----- | ---- |
| 1 760 | 1 806 | 2 078 | 2 133 | 2 051 | 2 128 | 2 225 | 2 780 | 707  |

| 1962 | 1968 | 1975 | 1982 | 1990 | 1999 | 2005 | 2006 | 2010 |
| ---- | ---- | ---- | ---- | ---- | ---- | ---- | ---- | ---- |
| 746  | 677  | 675  | 745  | 813  | 825  | 929  | 926  | 996  |

| 2015  | 2020  | 2022  | - | - | - | - | - | - |
| ----- | ----- | ----- | - | - | - | - | - | - |
| 1 046 | 1 124 | 1 183 | - | - | - | - | - | - |

Commentaire  : Le détachement de la commune de Port-Launay en 1840, et celui de Pont-de-Buis en 1948, expliquent les deux pics démographiques que l'on constate en 1836 et 1946, les recensements postérieurs à ces deux dates montrant en conséquence une baisse brutale du nombre des habitants. L'essor de la poudrerie de Pont-de-Buis, alors en Saint-Ségal, explique le gain démographique de la deuxième moitié du XIXe siècle, qui se prolonge jusqu'en 1921. Le minimum démographique est atteint en 1975 en raison de l'exode rural, la commune connaissant depuis un renouveau démographique certain.

## Lieux et monuments
L'inventaire du patrimoine architectural de Saint-Ségal a été réalisé en 2009.

### Monuments

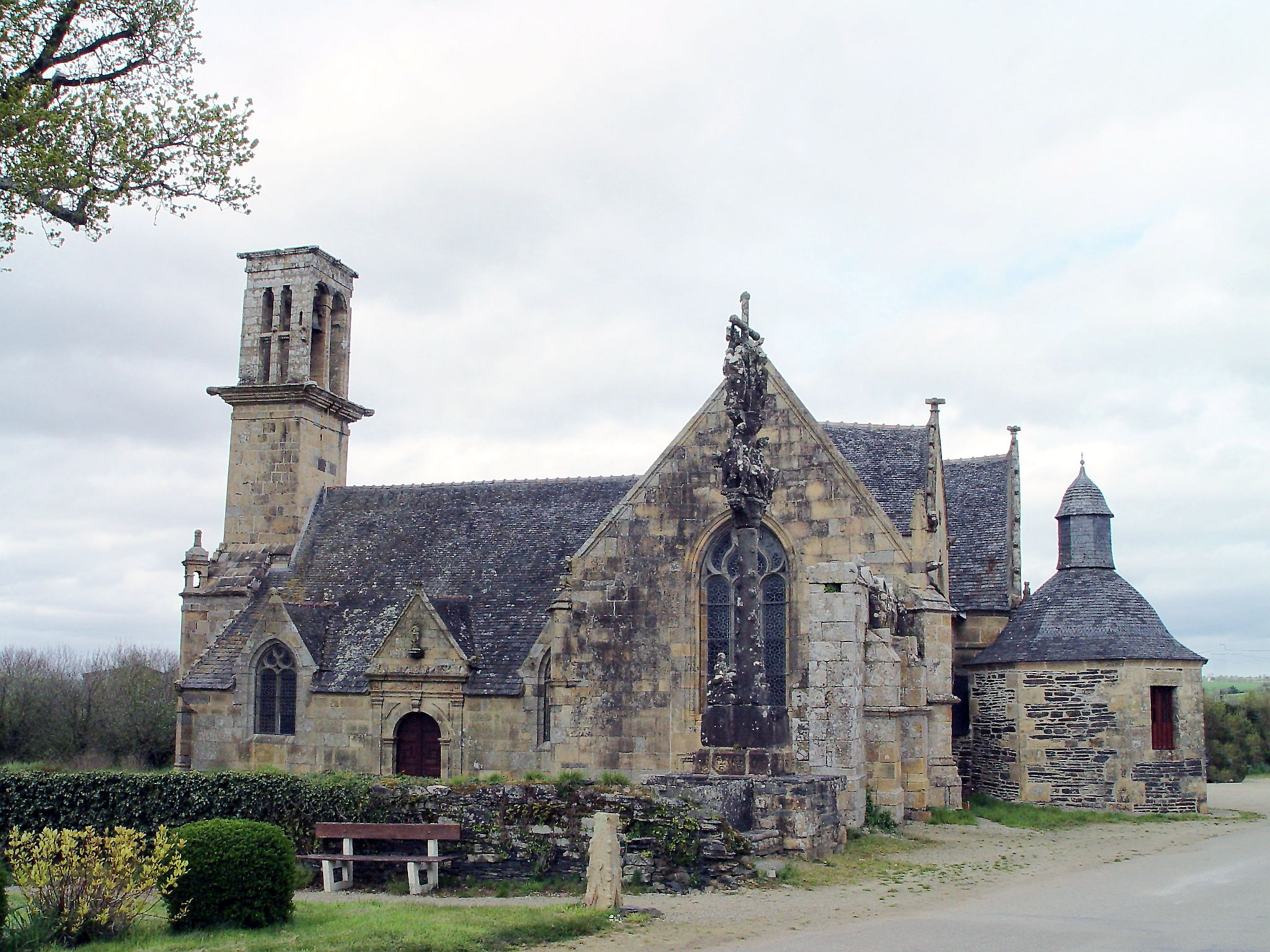
Chapelle Saint-Sébastien de Saint-Ségal : vue extérieure.

- Chapelle Saint-Sébastien dans son enclos paroissial : elle date du XVIe siècle, son porche, sa sacristie octogonale (elle date de 1742), son linteau et sa fontaine de dévotion ; saint Sébastien était invoqué contre la peste et toutes sortes de fièvres. Simple chapelle d'une paroisse essentiellement rurale (Pleyben) dont Saint-Ségal est alors une simple trève), elle est construite à l'initiative d'Yves Coquet, recteur de Pleyben entre 1694 et 1720 avec l'appui financier des seigneurs de Kergoët, seigneurs du Guilly en Lothey[65]. Ses six pardons annuels (dont celui du beurre au printemps, des guignes [cerises] l'été et des perous [poires] à l'automne, de la Saint-Sébastien et de la Saint-Fabien en janvier) étaient très fréquentés et étaient l'occasion de foires importantes), de nombreux pèlerins venant en bateau par l'Aulne. La chapelle est construite en kersanton et pierres de Logonna. Sur le portail extérieur de l'enclos est représenté le martyre de saint Sébastien ; à l'intérieur de la chapelle deux beaux retables du début du XVIIIe siècle (le retable du maître-autel date des environs de 1710[66]) et le retable sud, une chaire à prêcher[67], une poutre de gloire portant une crucifixion, des sablières et blochets provenant de l'atelier du maître de Pleyben (dernier quart du XVIe siècle)[68], des statues anciennes (dont la Vierge à la Démone[69]) et des volets ornementés (avec notamment une iconographie des saints Côme et Damien[70]).

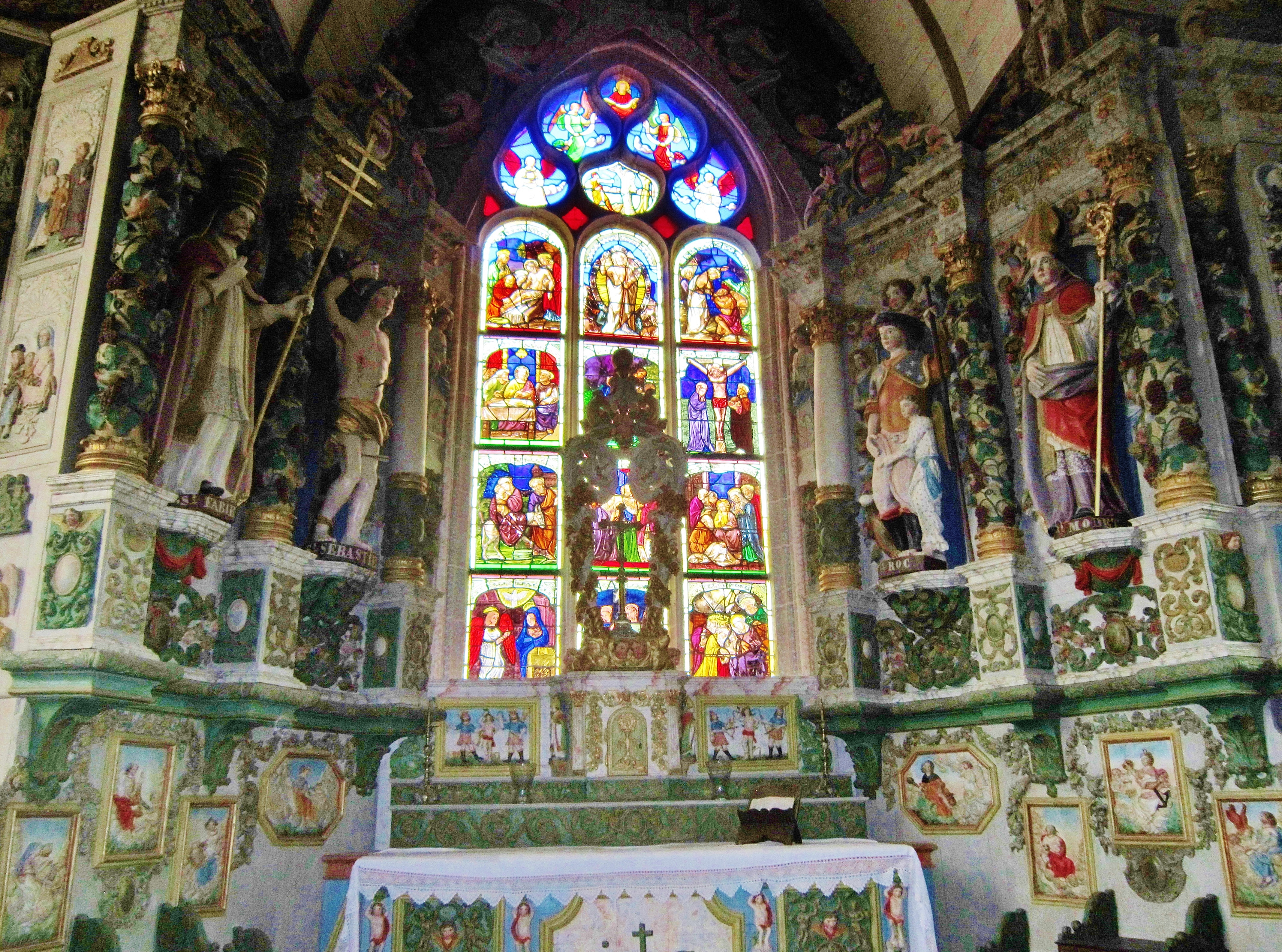
Chapelle Saint-Sébastien de Saint-Ségal : le maître-autel et le retable du chœur (vue d'ensemble).
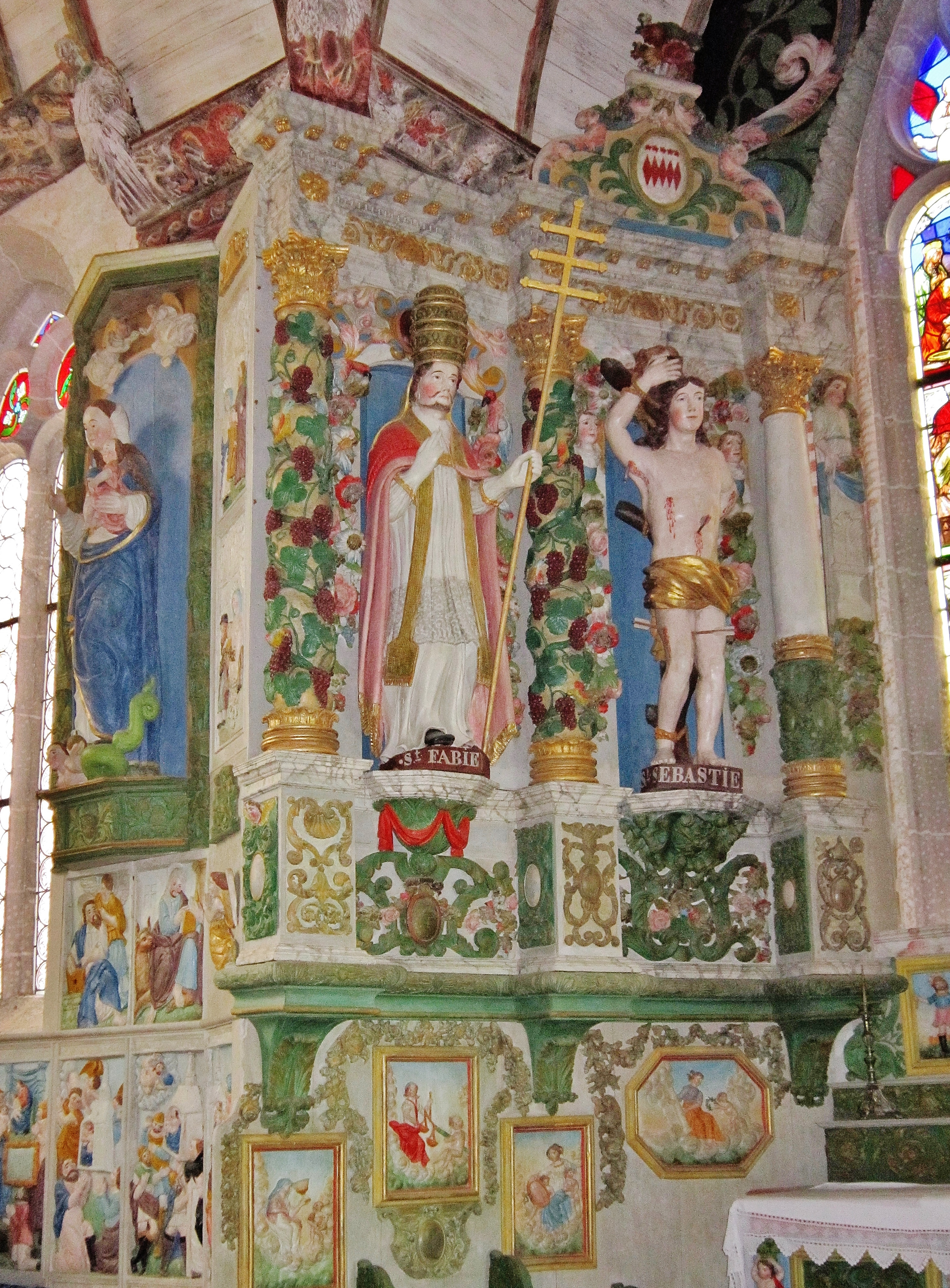
Chapelle Saint-Sébastien de Saint-Ségal : le retable du chœur (vue partielle, statues de saint Fabien et saint Sébastien).
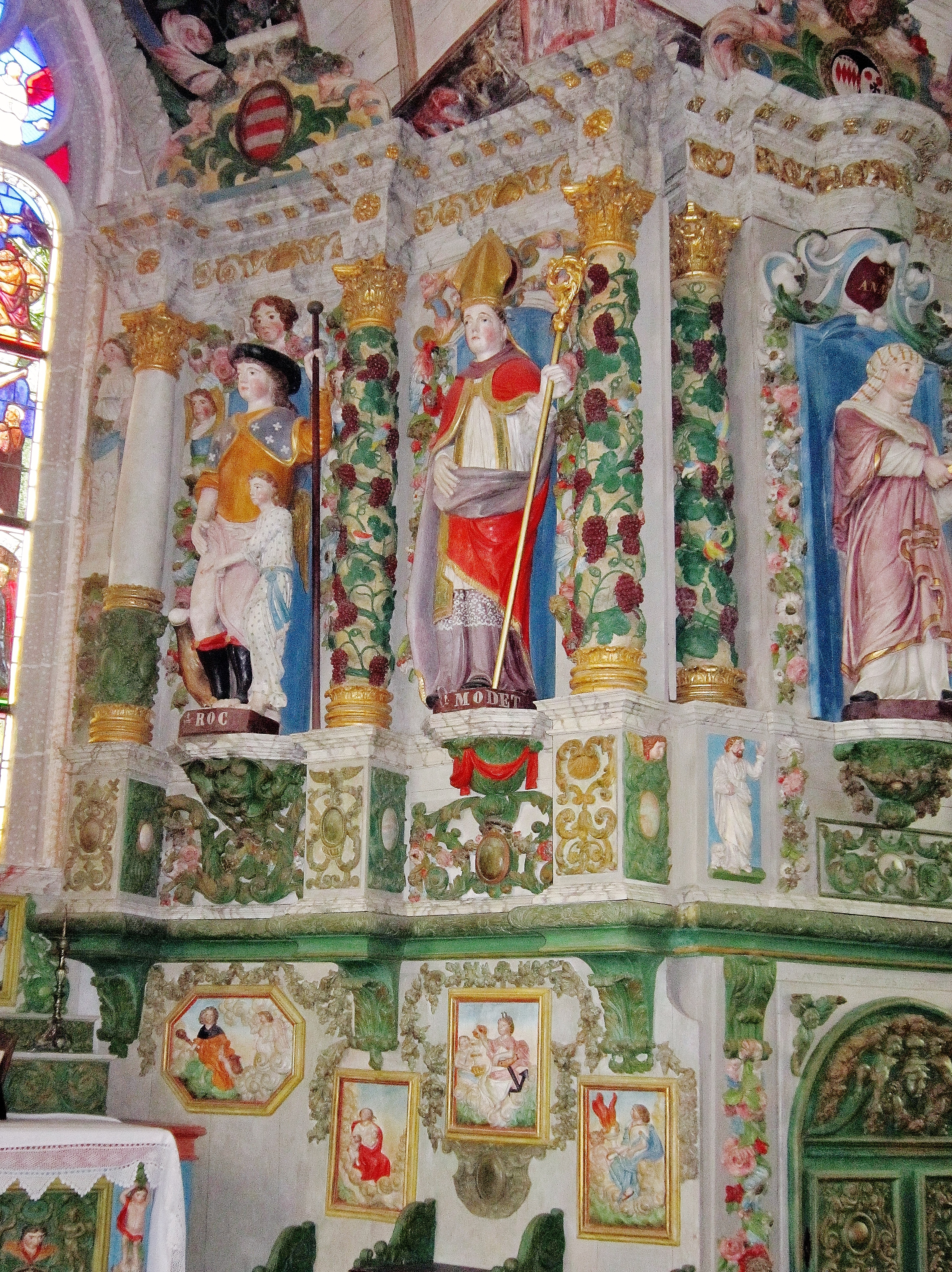
Chapelle Saint-Sébastien de Saint-Ségal : le retable du chœur (vue partielle, statues de saint Roc'h et saint Maudez).
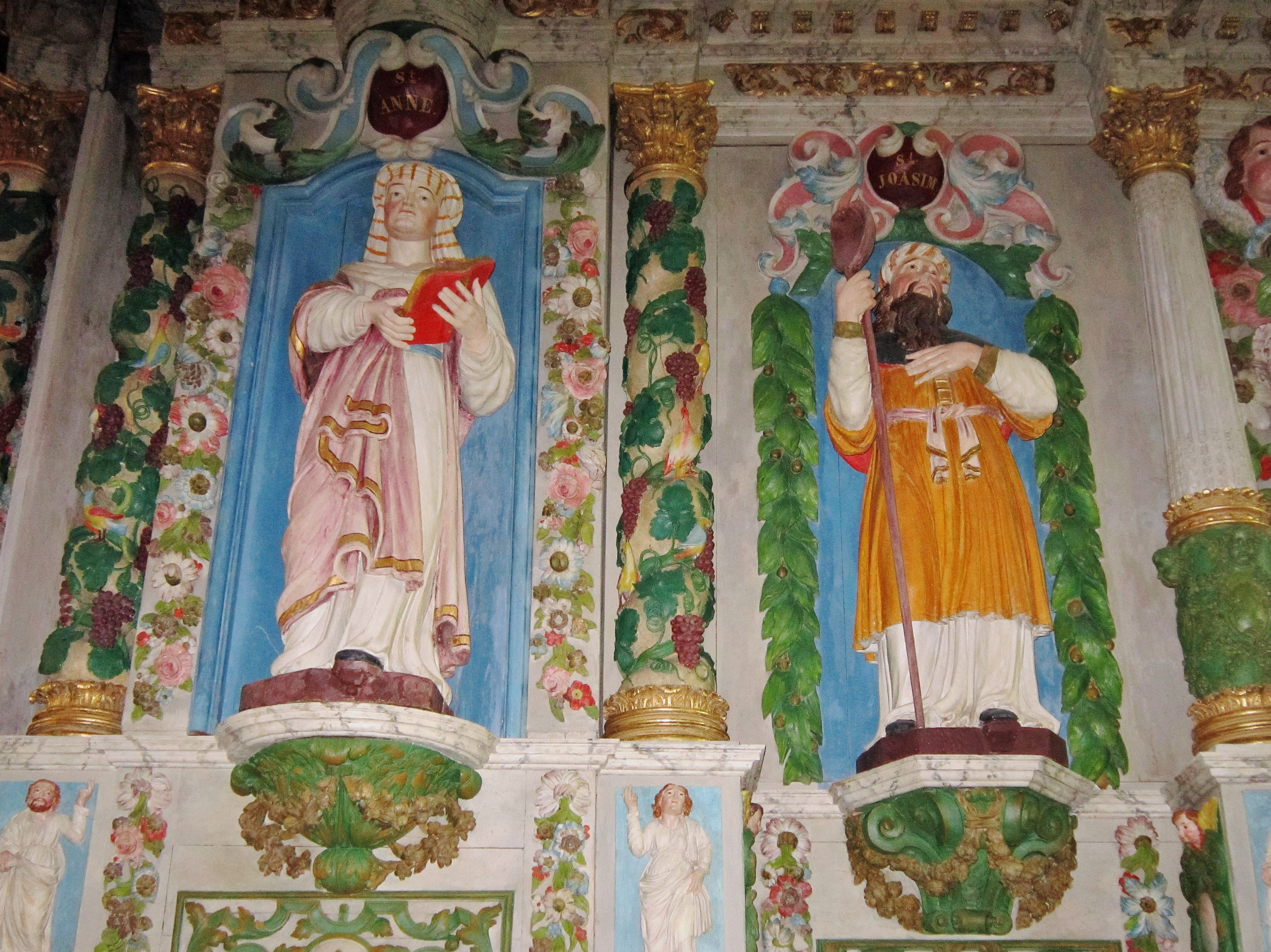
Chapelle Saint-Sébastien de Saint-Ségal : le retable du chœur (vue partielle, statues de sainte Anne et saint Joachim).
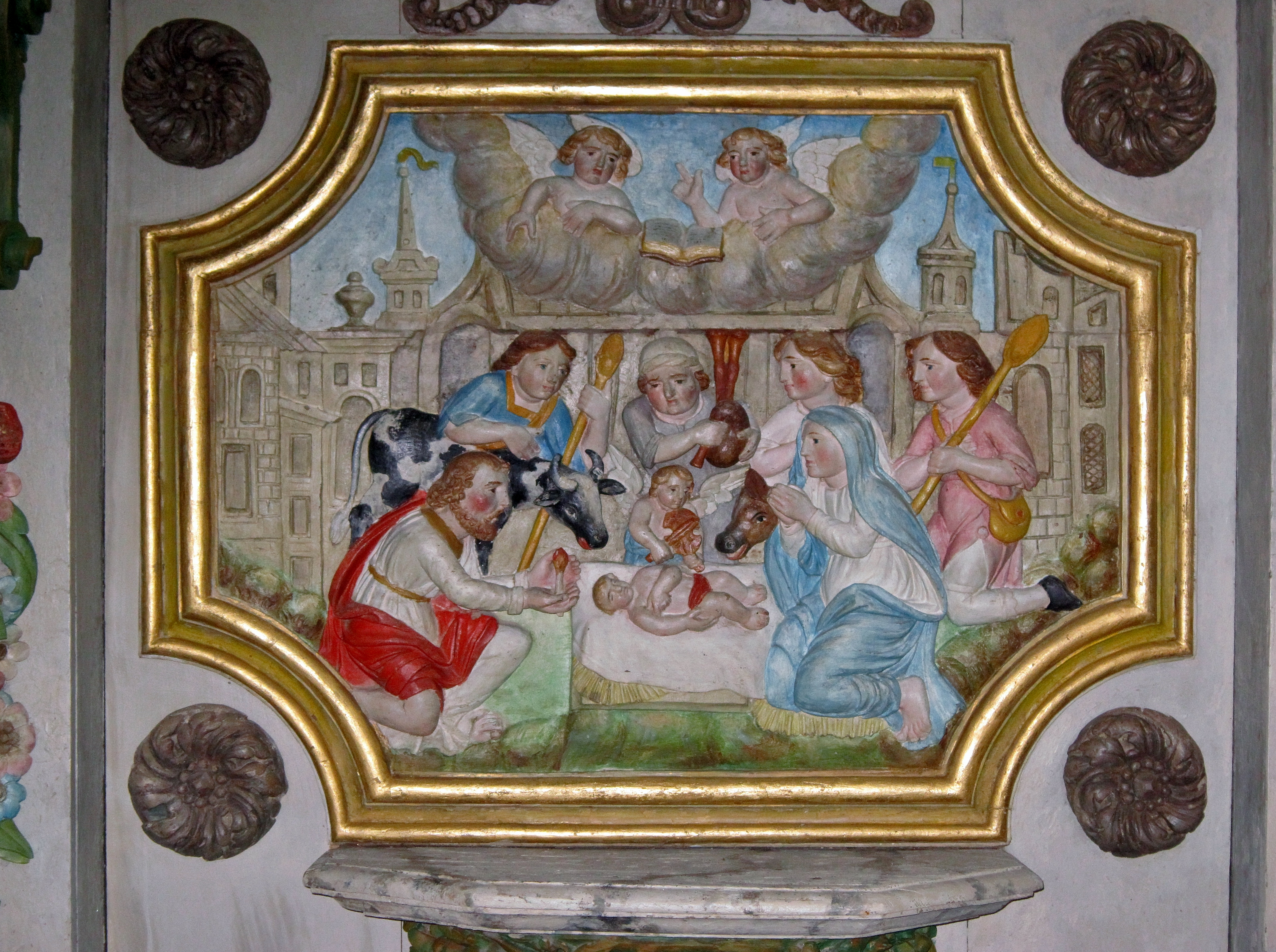
Chapelle Saint-Sébastien de Saint-Ségal : retable sud, détail (Adoration des Bergers).
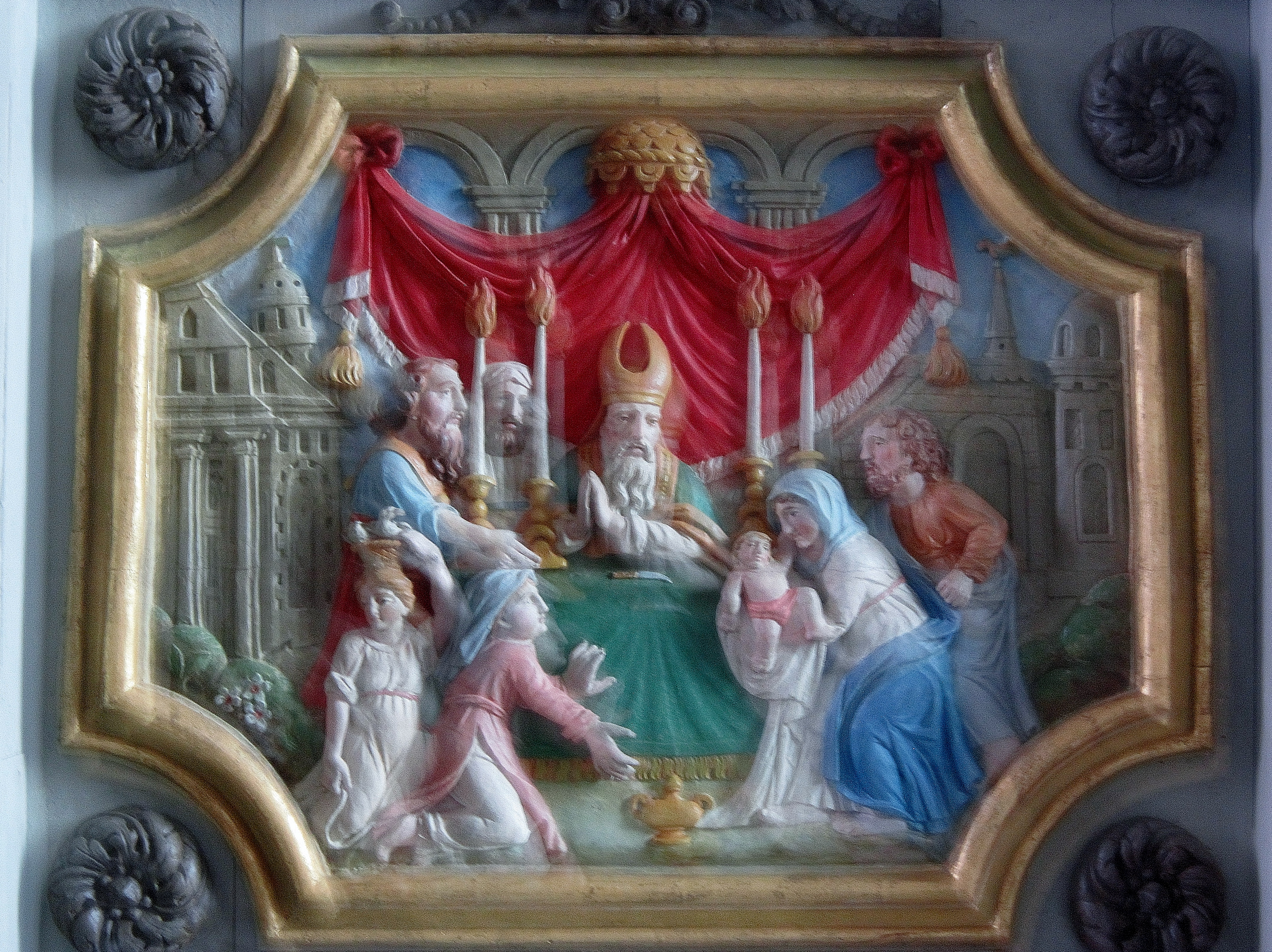
Chapelle Saint-Sébastien de Saint-Ségal : retable sud, détail (Présentation au Temple).
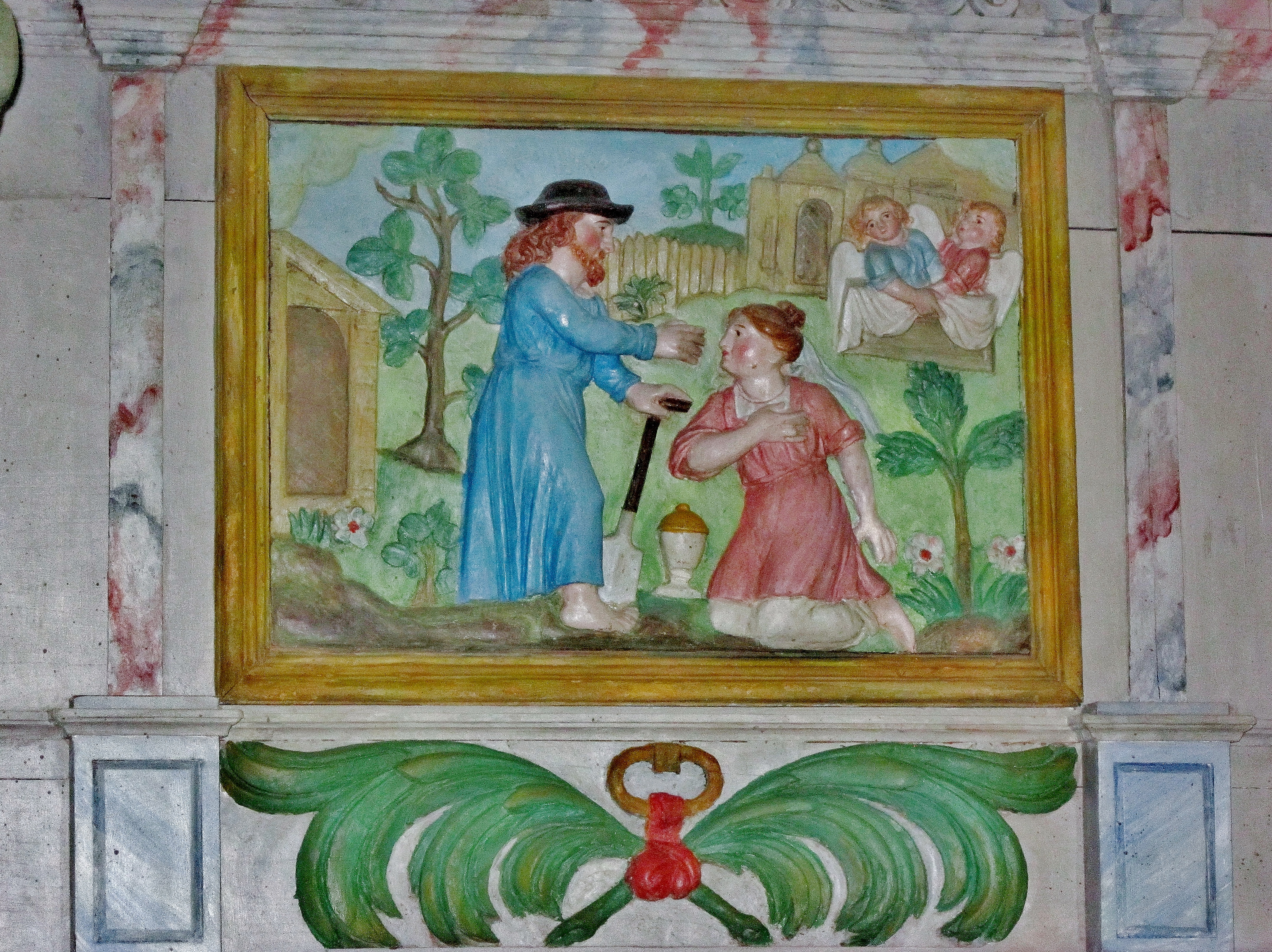
Chapelle Saint-Sébastien de Saint-Ségal : retable sud, détail (Noli me tangere ou Apparition du Christ à Marie-Madeleine).
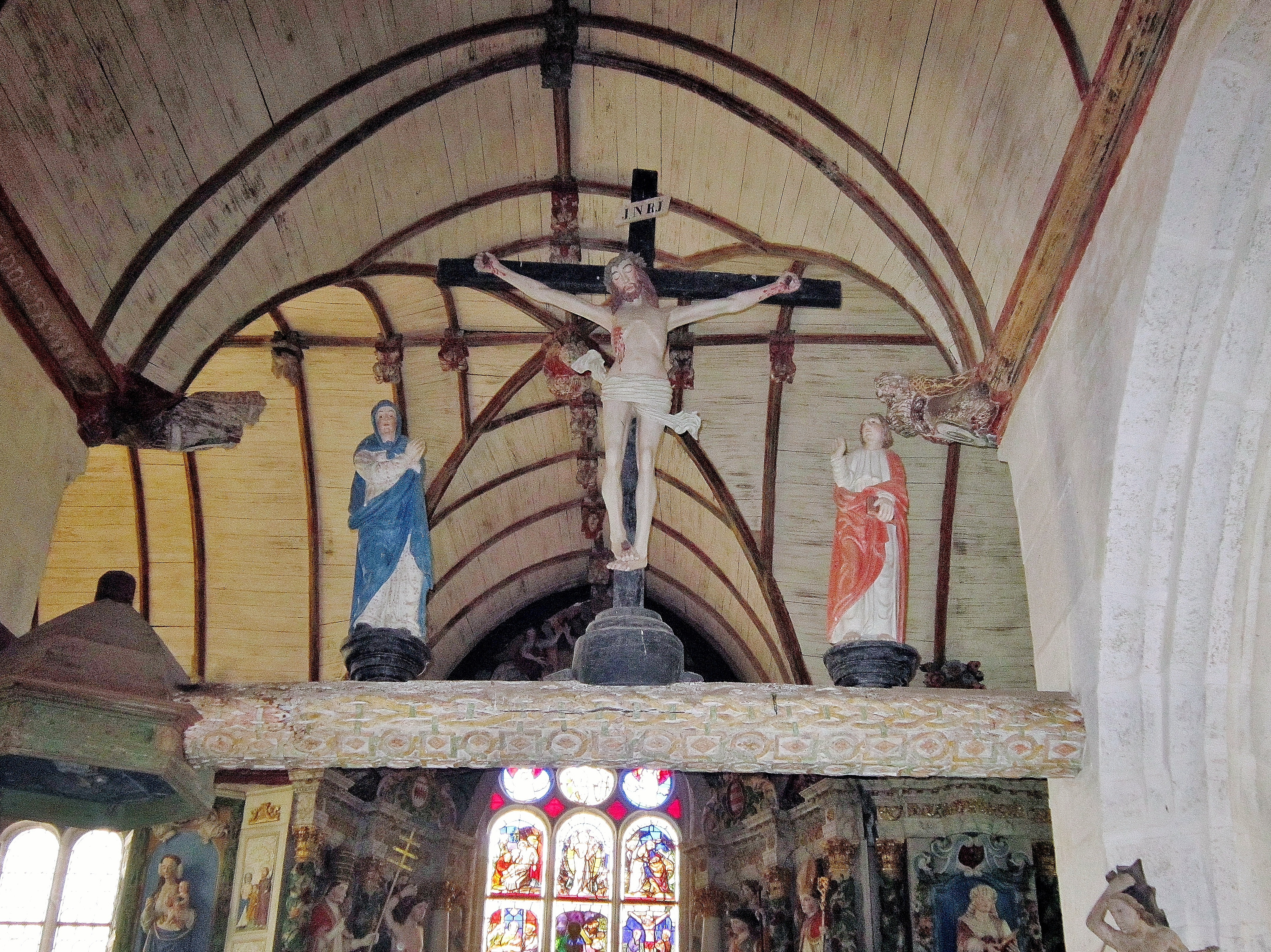
Chapelle Saint-Sébastien de Saint-Ségal : la Poutre de Gloire.

- Calvaire de la chapelle Saint-Sébastien (il date de 1541-1544 et est en kersanton et pierre de Logonna)[71] et l'échalier.

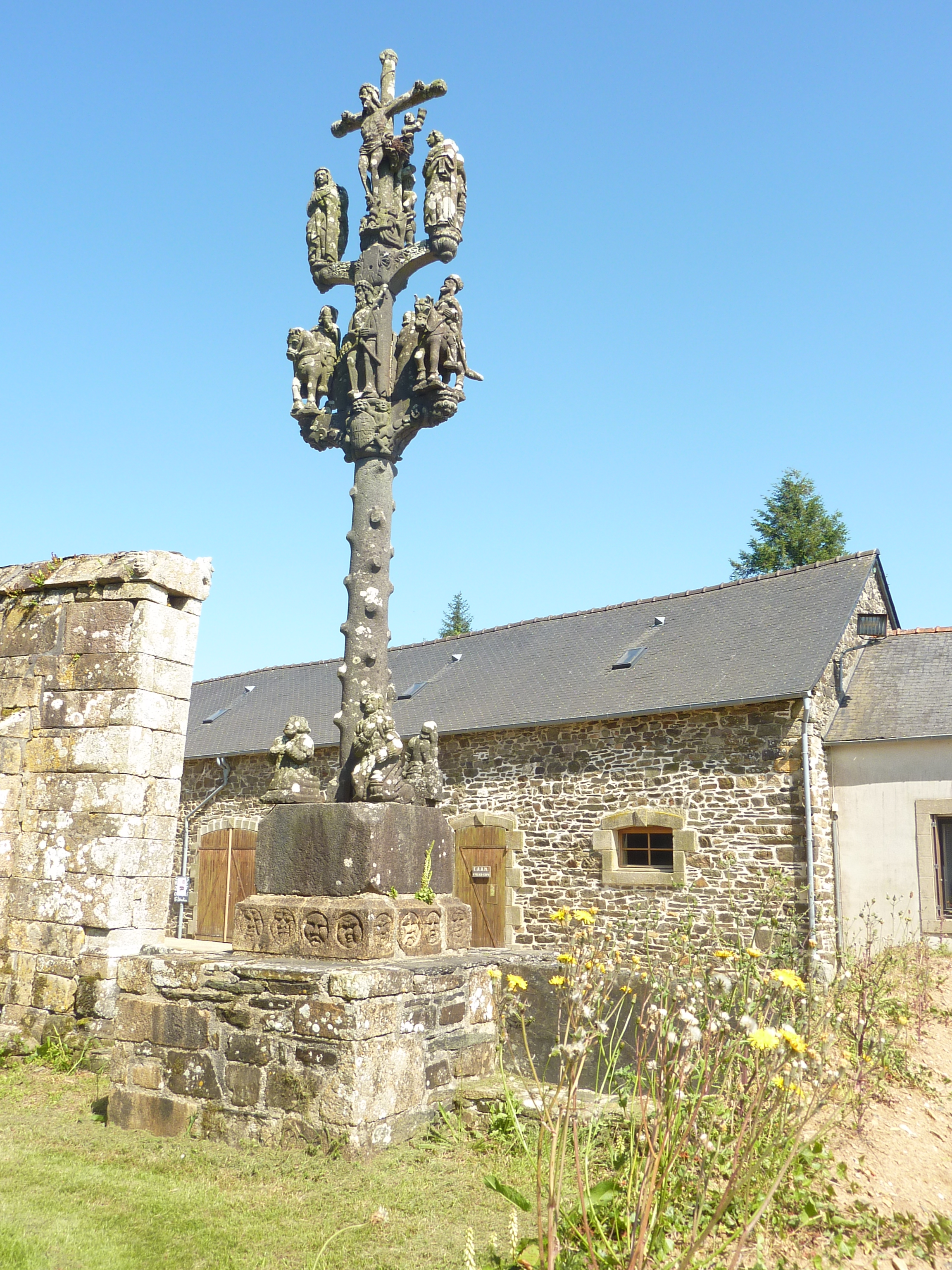
Saint-Ségal : le calvaire de la chapelle Saint-Sébastien, vue d'ensemble.
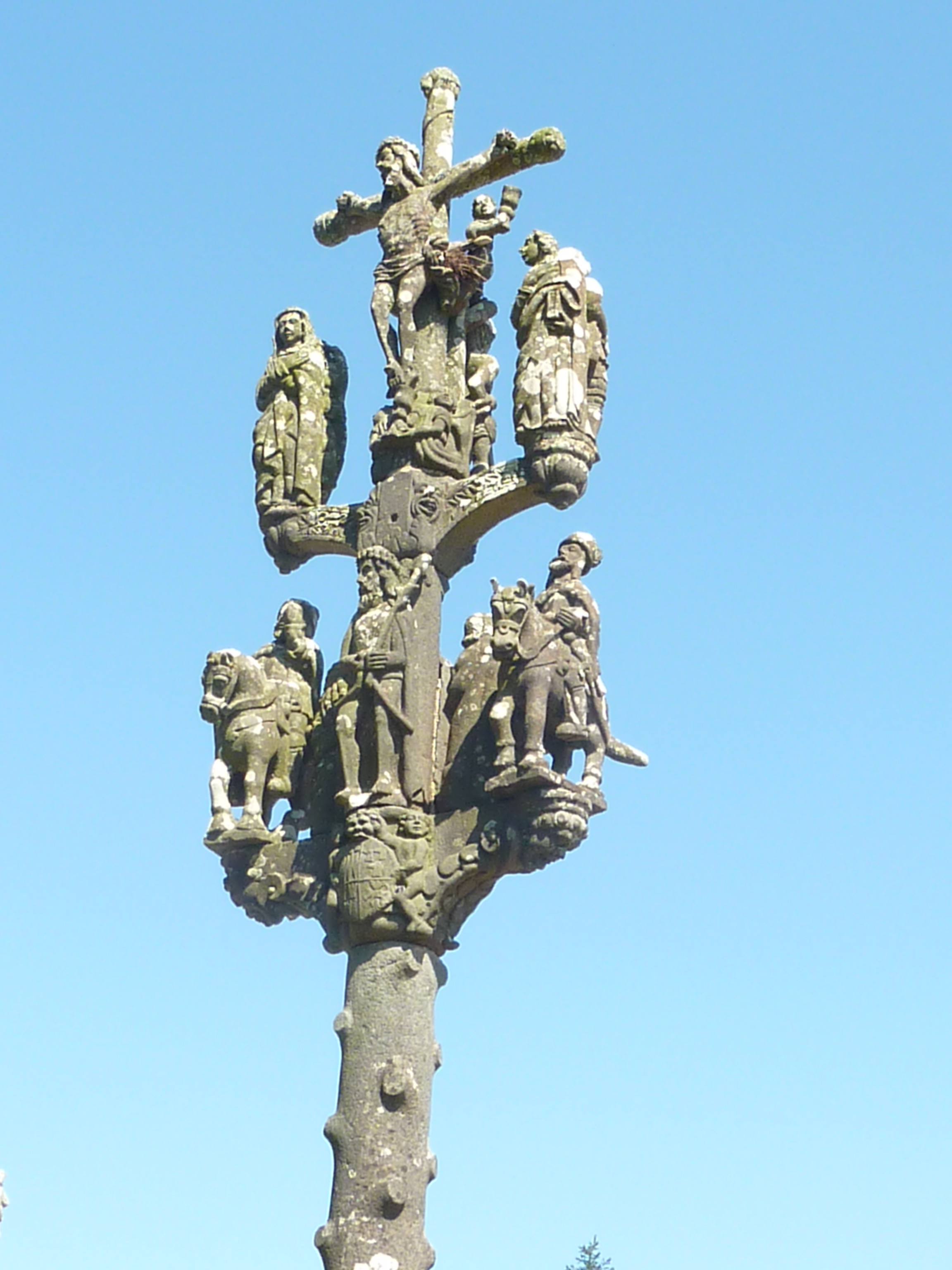
Saint-Ségal : le calvaire de la chapelle Saint-Sébastien, partie sommitale.
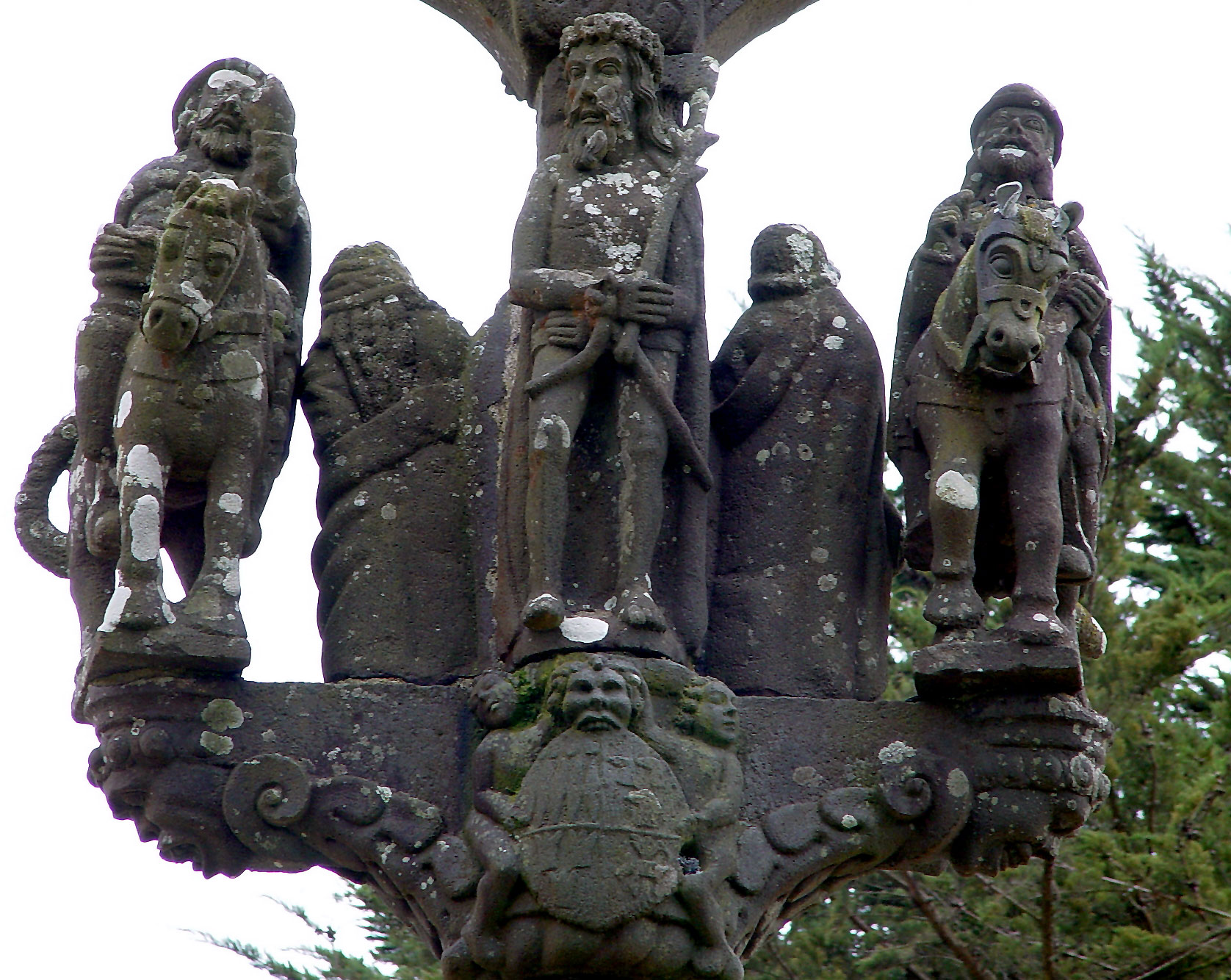
Saint-Ségal : vue partielle du calvaire de la chapelle Saint-Sébastien, la Flagellation.
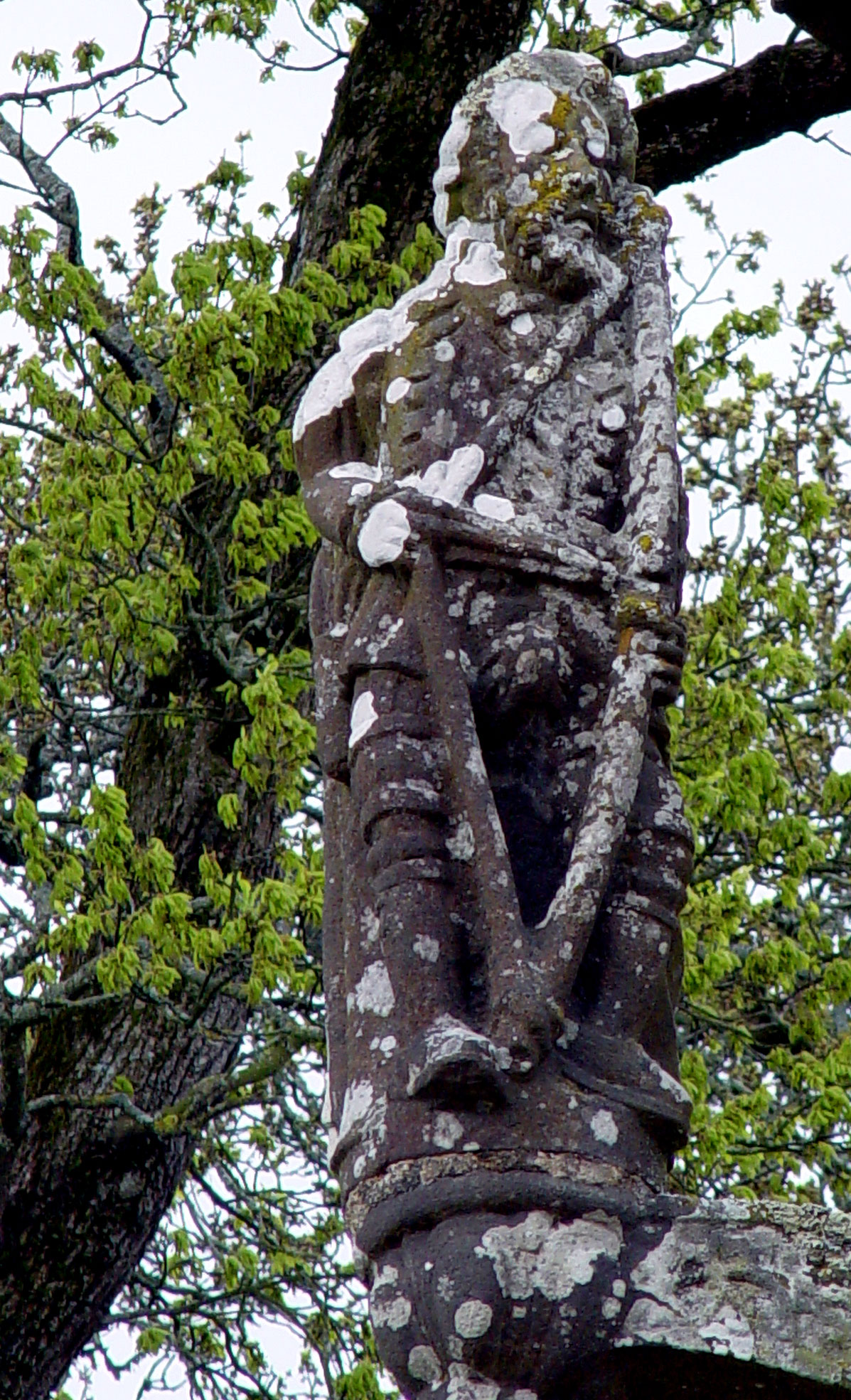
Saint-Ségal, le calvaire de la chapelle Saint-Sébastien, un archer.
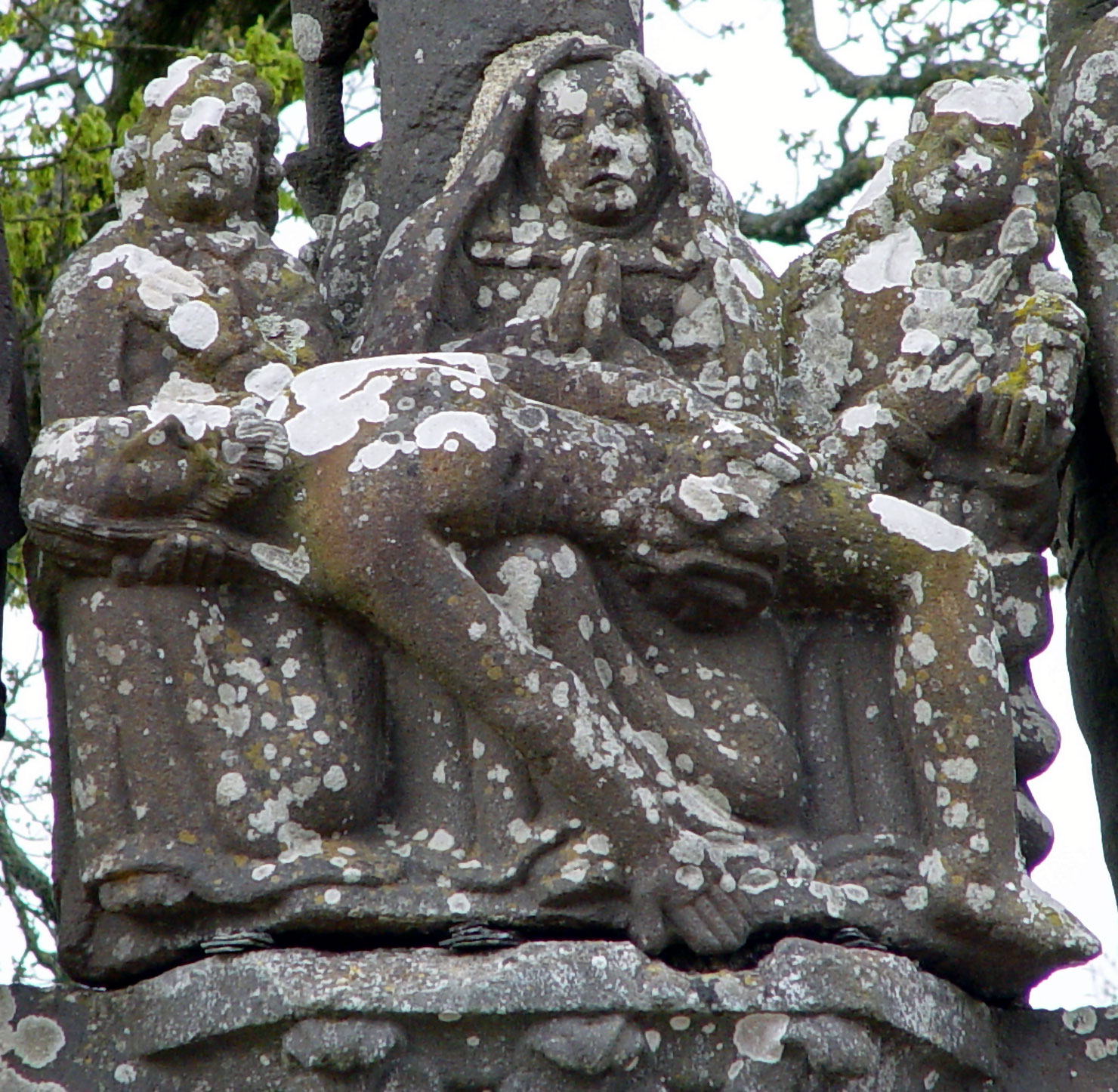
Saint-Ségal, le calvaire de la chapelle Saint-Sébastien, Piéta.
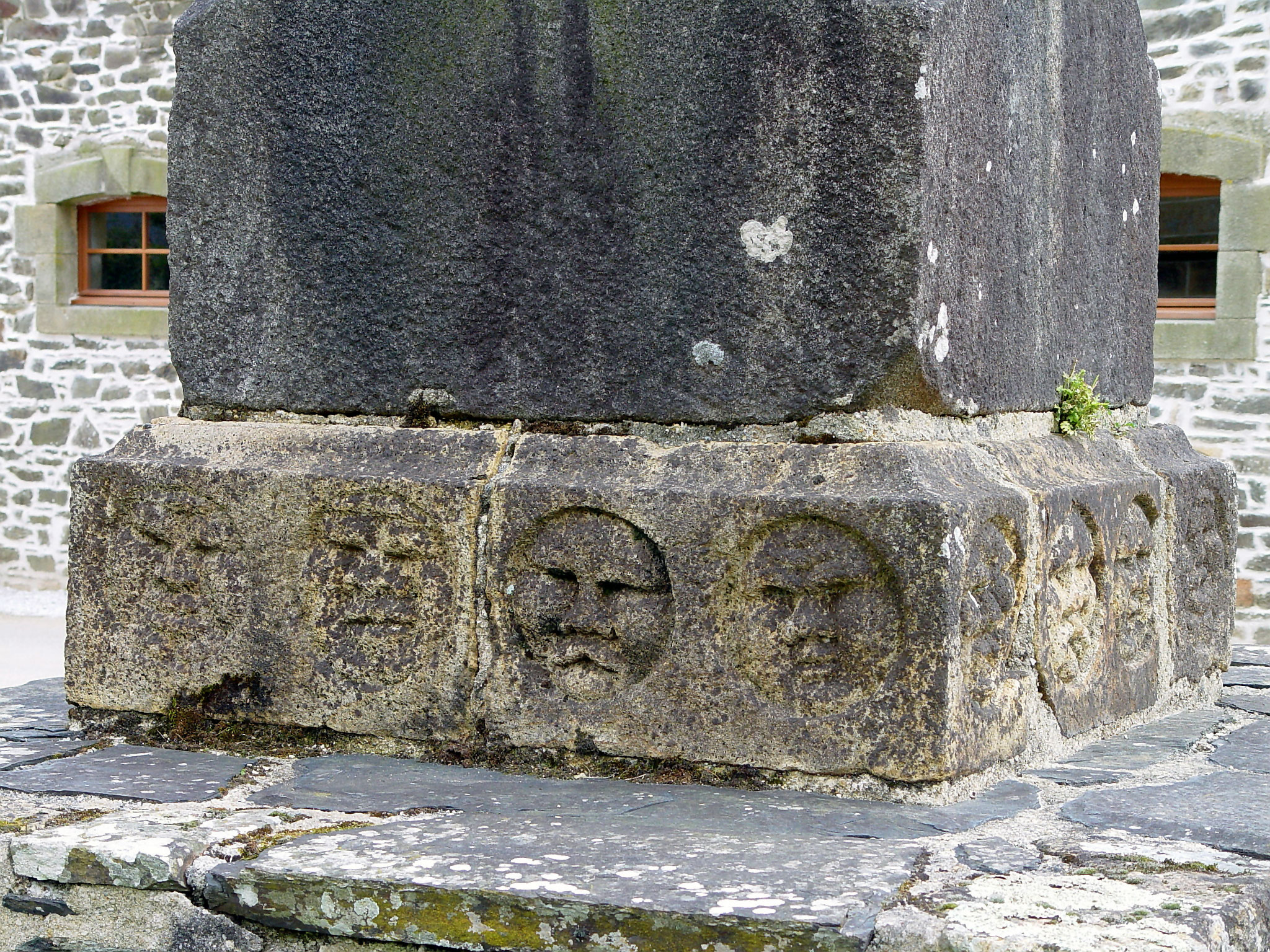
Saint-Ségal : le socle du calvaire de la chapelle Saint-Sébastien, masques.

- Fontaine de Saint-They à Lanvélé. Cette fontaine est dédiée à saint They, un saint peu connu du début du IVe siècle qui aurait été un disciple de saint Guénolé à l'abbaye de Landévennec[72].
- Manoir de Kerbriant (il date du XVIe siècle)[73].
- Ancienne borne milliaire romaine de Croaz-Men (stèle christianisée au Moyen-Âge).
- Stèle de l'âge du fer.
- Église paroissiale Saint-Séverin, dédiée à saint Séverin, (de style néoroman, elle a été édifiée en 1896-1897 par l'architecte Armand Gassis en remplacement d'une église datant du XVIe siècle)[74] et le calvaire de la place de l'Église. Saint Séverin aurait été substitué à saint Sengar, un saint irlandais qui était le saint patron originel de la paroisse[22].

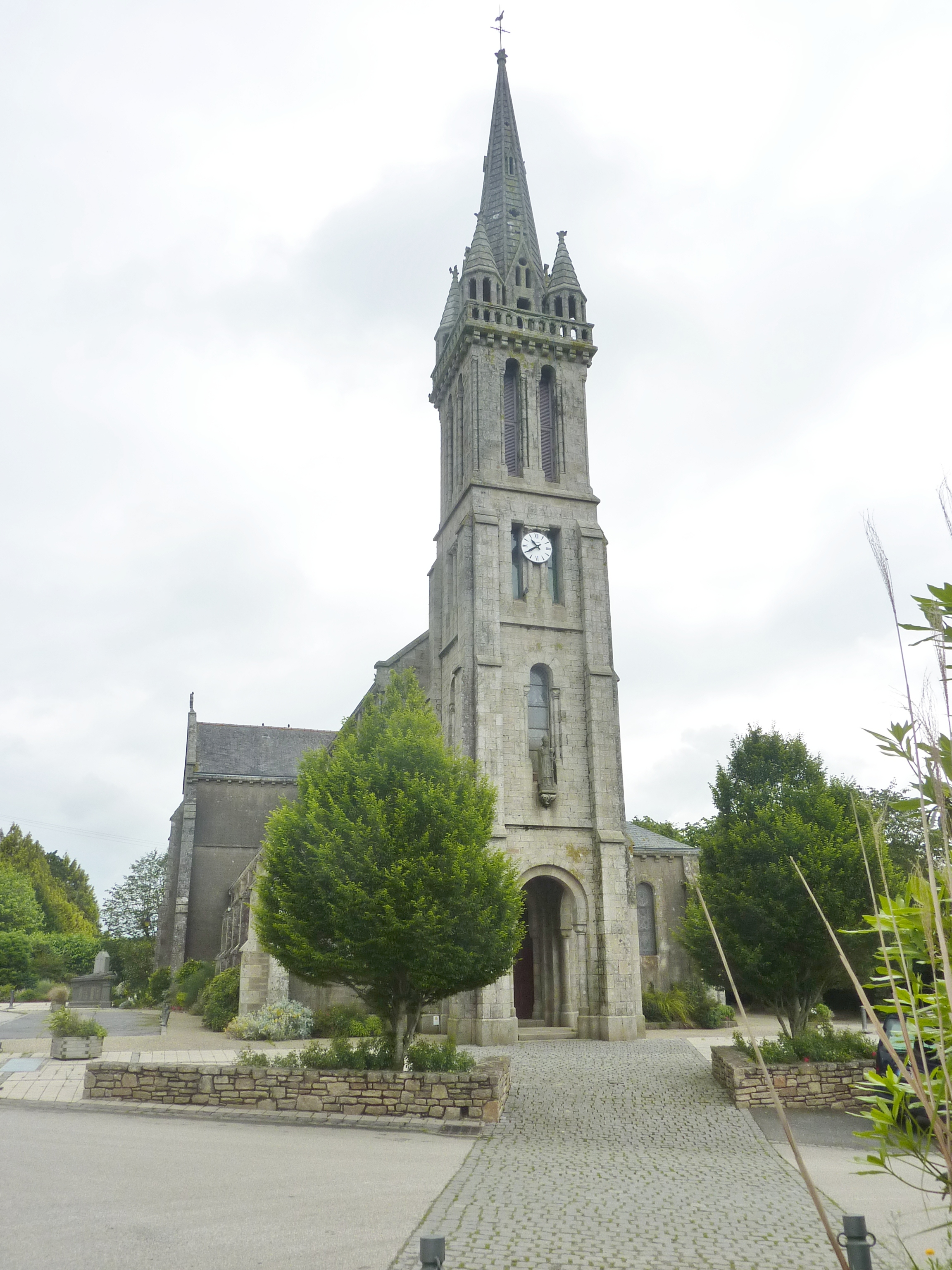
Saint-Ségal : église paroissiale Saint-Sévérin.
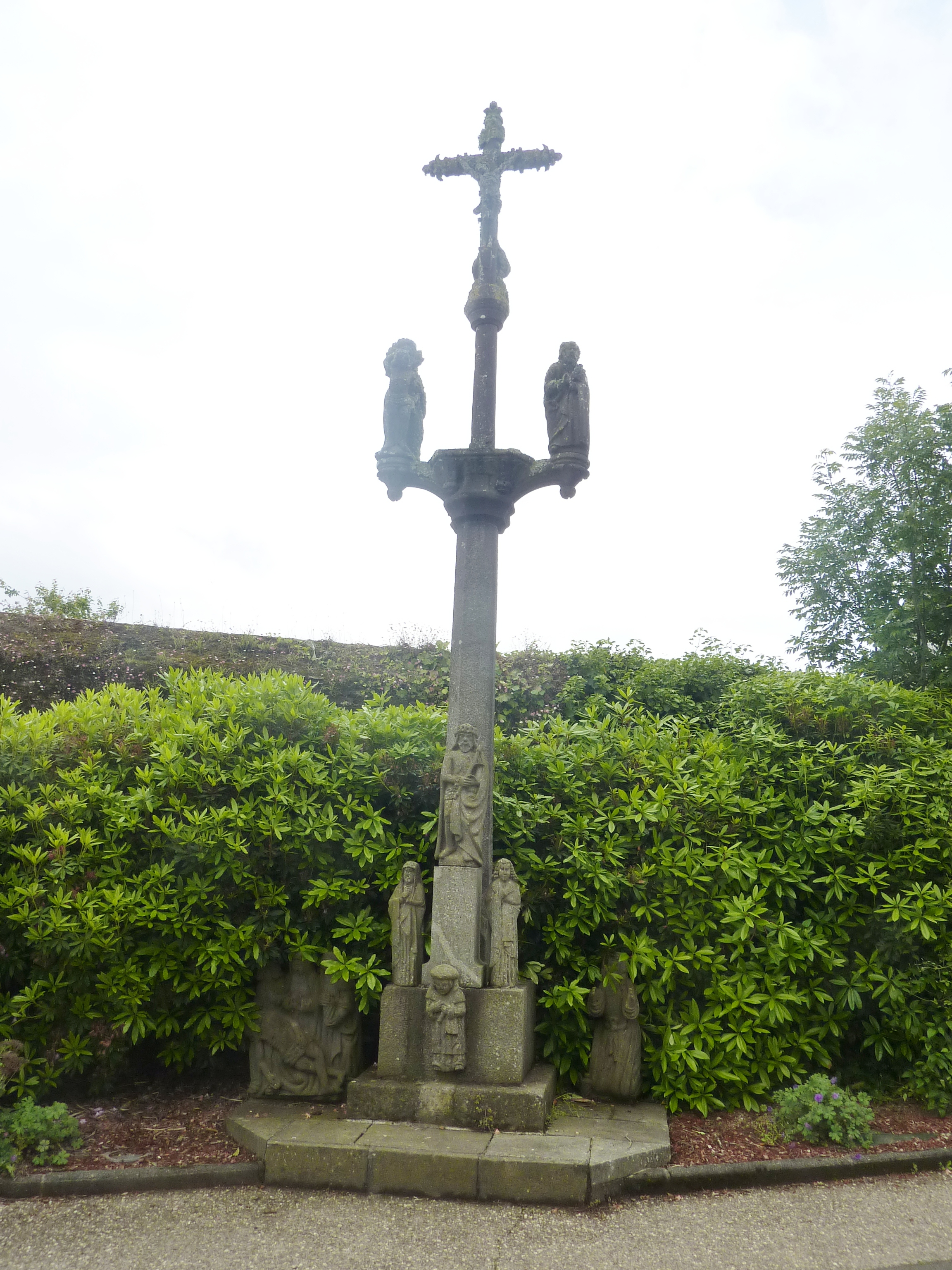
Saint-Ségal : le calvaire du bourg situé face à l'église Saint-Sévérin.
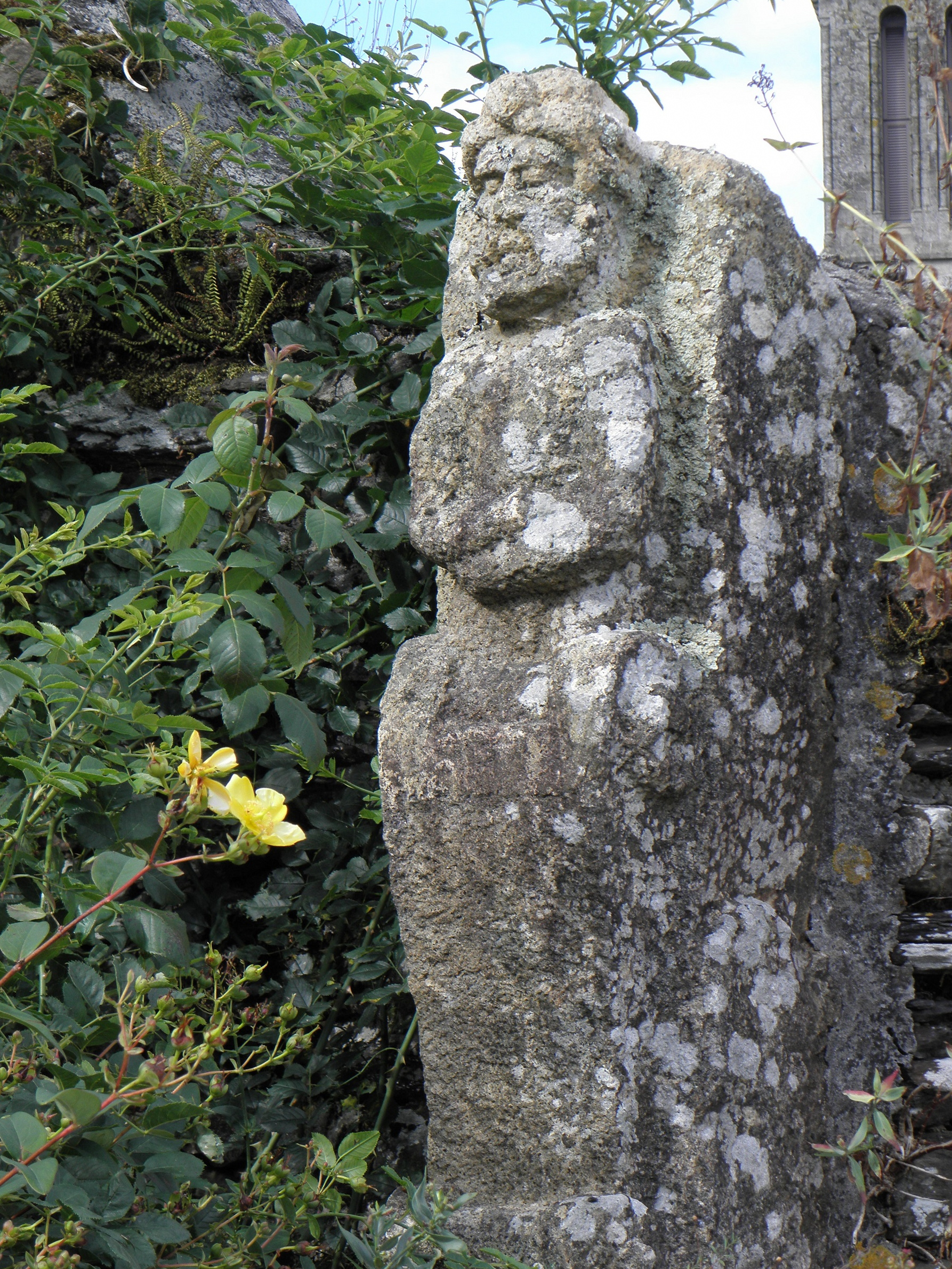
Atlante près du calvaire du bourg près de l'église Saint-Séverin de Saint-Ségal.
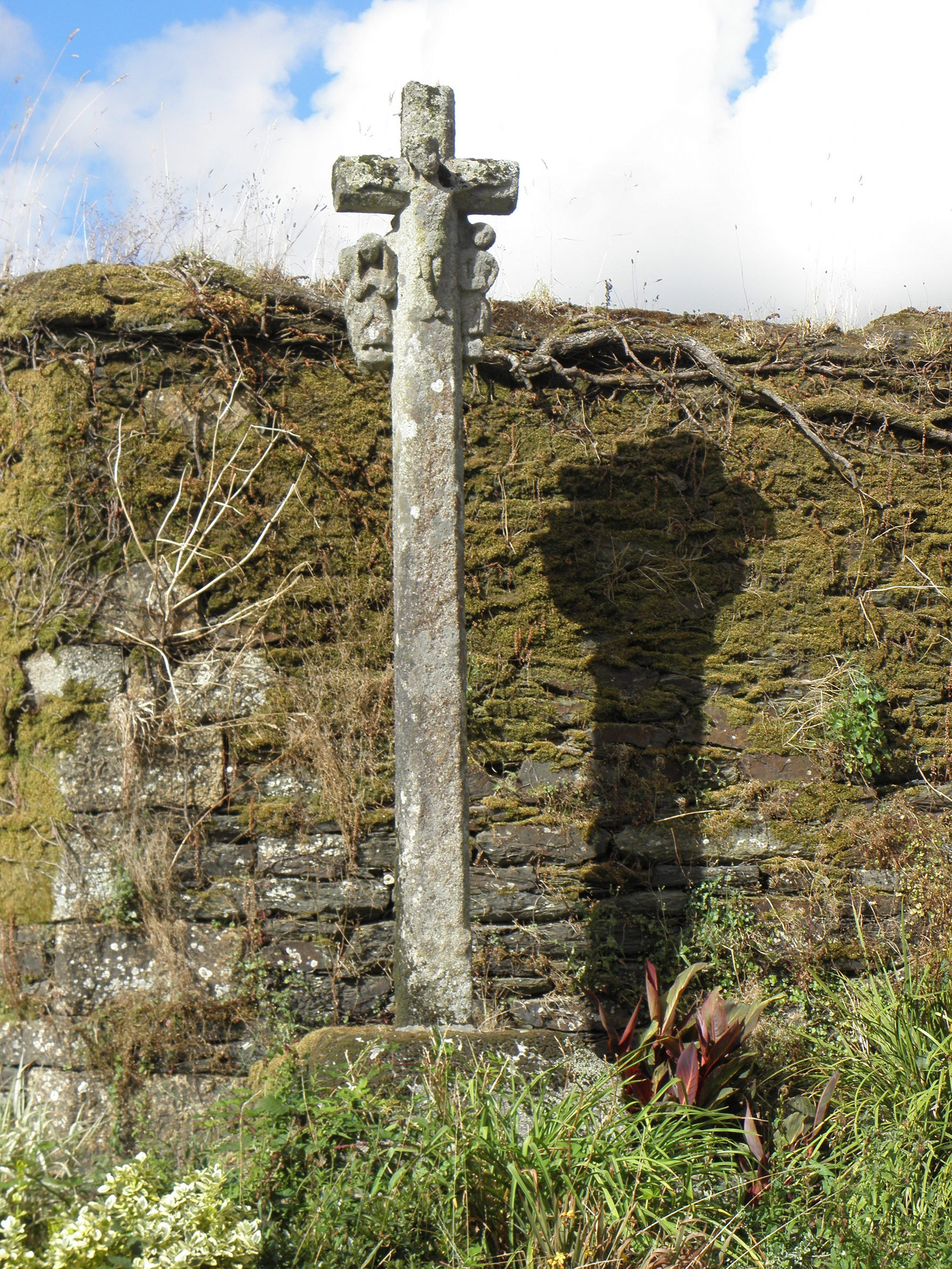
Saint-Ségal : le calvaire de la rue Saint-Sévérin.

- Le calvaire du bourg (vers 1550 et 1630, en kersanton, atelier Prigent  et Roland Doré[75].
- 8 croix et calvaires (dont les deux précités)[76].

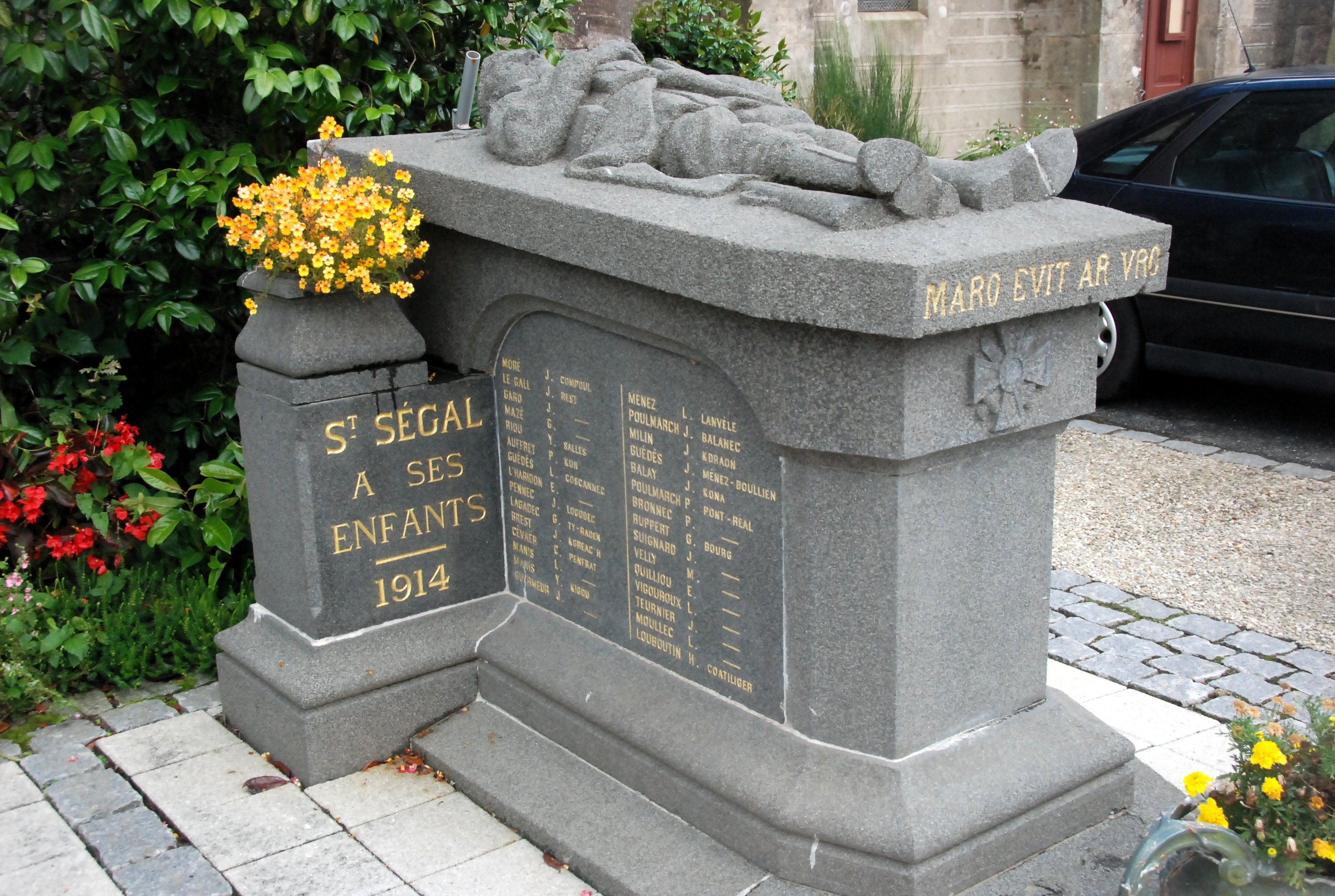
Monument aux morts 1914-1918.

- Le monument aux morts a la particularité d'avoir un soldat allongé (gisant).

### Autres
- Serres de Penfrat.
- Centre de formation agricole.
- PBK formation. Kergadalen. Formation photographique et infographique (exposition en plein air sur d'immenses bâches de travaux photographiques).
- Une école Julie-Daubié a été ouverte à Saint-Ségal, comprenant 5 classes et 127 enfants. Cette école est réputée « école modèle » depuis septembre 2011 de par ses normes écologiques « basse consommation d'énergie ».
- Le "Musée des champs" (il dépendait du Parc naturel régional d'Armorique) est fermé depuis le début des années 2000. Il présentait l'évolution de la vie paysanne depuis 1945 par la présentation d'outils, d'instruments agricoles, de tracteurs, et de moissonneuses batteuse ; un espace était consacré à la culture du blé noir.

## Événements
- Salon du livre rural (il n'est plus organisé).
- Exposition photographique le long des routes.

## Personnalités liées à la commune
- André Joseph Emmanuel Massenet, né le 25 décembre 1864 à Saint-Ségal, général de brigade en 1916 et général de division en 1918 pendant la Première Guerre mondiale, décédé le 29 septembre 1961 à Paris (XIVe arrondissement).
- Jean Yves Cornec, né le 16 septembre 1889 à Pen ar Coat en Saint-Ségal, décédé le 10 décembre 1981 à La Verrière (Yvelines), instituteur, syndicaliste à la Fédération unitaire de l'enseignement de la CGTU puis au sein du Syndicat National des Instituteurs (SNI)[77], père de Jean Cornec, avocat, président de la FCPE.